# F4U (航空機)
F4U コルセア
飛行するF4U-4 96832号機
(1950年代撮影)
- 用途：戦闘機、戦闘爆撃機、攻撃機
- 分類：艦上戦闘機
- 設計者：レックス・ブレン・ベイゼル
- 製造者：

  - ヴォート
    - チャンス・ヴォート(~1939)
    - ヴォート・シコースキー(1939~43)
    - チャンス・ヴォート(1943~)

  - グッドイヤー・エアクラフト
  - ブルースター・エアロノーティカル
- 運用者

  -  アメリカ合衆国 (海軍、海兵隊)
  -  イギリス (海軍艦隊航空隊)
  -  ニュージーランド (空軍)
  -  アルゼンチン (海軍航空隊)
  -  フランス (海軍航空隊)
  -  エルサルバドル (空軍)
  -  ホンジュラス (空軍) 他
- 初飛行：

  - 1940年5月29日 (XF4U-1)
  - 1942年6月25日 (F4U-1)
- 生産数：12,571機
- 運用開始：1942年12月28日
- 退役

  - 1953年 (アメリカ海軍)
  - 1979年 (ホンジュラス)
- 運用状況：退役
- 派生型：F2G

F4U コルセア（Chance Vought F4U Corsair）は、アメリカのチャンス・ヴォート社が開発し、第二次世界大戦と朝鮮戦争でアメリカ海軍と海兵隊が運用したレシプロ単発単座戦闘機。愛称の「コルセア (Corsair、コーセア)」は、バルバリア海賊の意。
ヴォート社の他にグッドイヤー社とブルースター・エアロノーティカル社にも生産が移管され、グッドイヤー社製の機体はFG、ブルースター社製の機体はF3Aという制式名称が与えられた。また、AUという呼称の攻撃機型も存在する。

### 開発

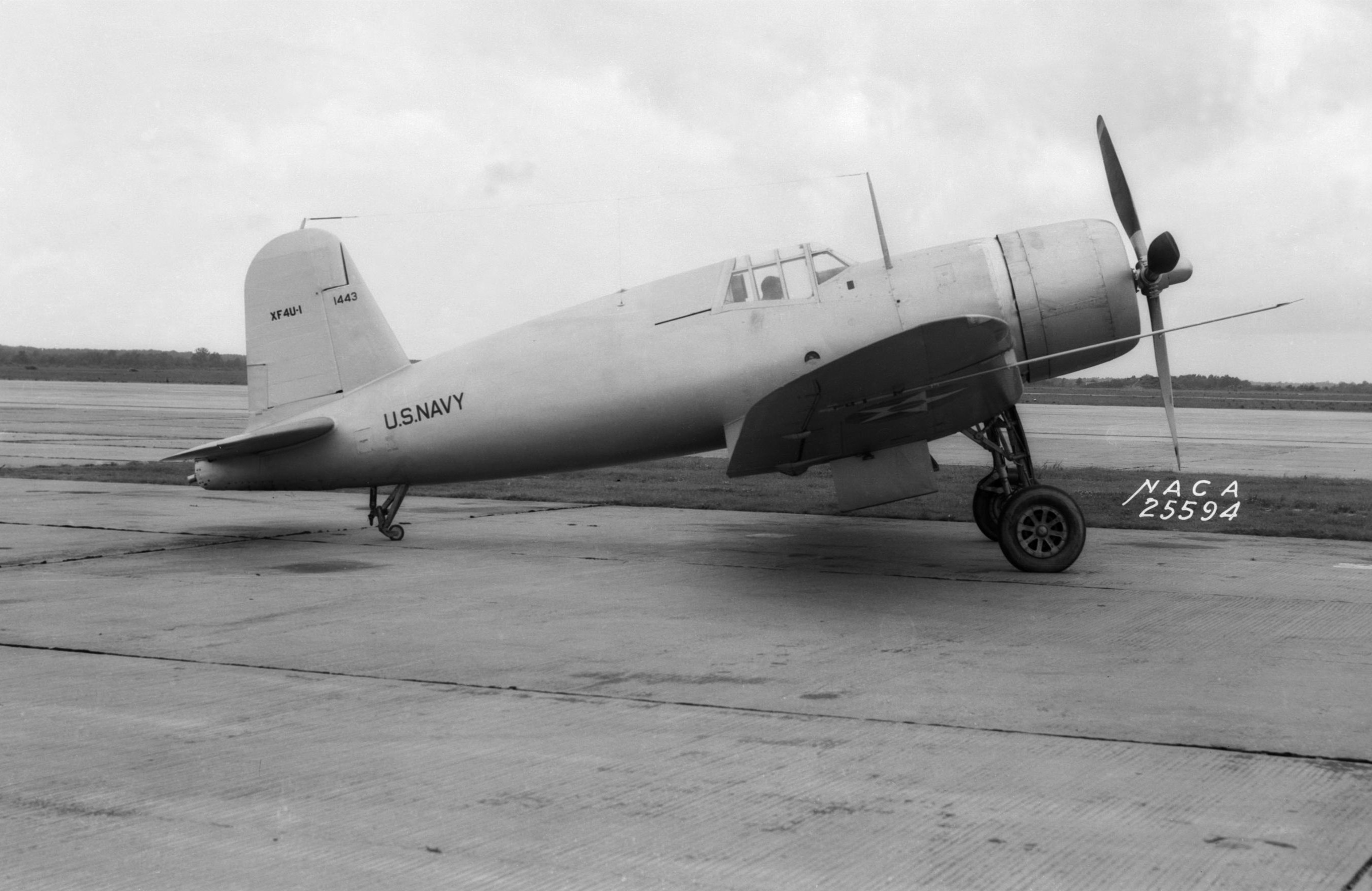
国家航空諮問委員会でテスト中のXF4U-1

## 経緯

### 開発史
1938年2月、アメリカ海軍はF2A バッファロー艦上戦闘機などの後継となる高速艦上戦闘機の開発要求を告知した。4月にはグラマン社やベル社、チャンス・ヴォート社から1,200馬力級エンジンを搭載するV-166A案と、2,000馬力級エンジン搭載のV-166B案が提出され、6月に後者の案がXF4U-1として海軍から試作発注された。当時の戦闘機用エンジンの出力は1,000馬力以下が標準であり、およそ倍の出力を誇る2,000馬力級エンジンを搭載することになったコルセアは、これまでに見たこともないほどの巨大なプロペラをつけた最も重い艦上戦闘機となった。
初飛行は1940年5月29日に行われ、試作機は一度着陸事故を起こしたものの、10月1日には速度で405mph（651.8km/h）を記録、水平飛行で初めて400mphの壁を越えたアメリカ戦闘機となった。降下テストでは890km/hに達したが損傷が発生し、最終的には高度1万フィートからの降下で制限した速度である860km/hを記録した。
地上で直径13フィート(3.96m)以上ある大型のプロペラを回す場合、地面に当たらないように主脚を長くする必要があるが、前方の視界が悪化する等の欠点があり艦載機には向かない設計となる。そこで翼型に逆ガル翼が採用され、主脚は短く頑丈な作りとなった。これにより、F6Fが起こしたような、着艦の衝撃に耐えられずに脚が破損するといった事例はほとんどなかった。さらに主脚柱前方にダイブブレーキパネルを配置し、主脚をダイブブレーキモードで展開する場合に主脚とダイブブレーキパネルだけを展開させることができた。制限速度は主脚展張時で730km/hに達したが、展開する際の制限速度は481km/hであり、それ以上の速度では完全に展開できなかった。戦場では、主に60度以上の急降下爆撃時に使用されており、空戦中、減速のために使用されている場合もあった。しかし、戦闘では展開時の速度制限を超えると機能異常を起こすことが多かったことに加えて、速度を失った機体は敵の攻撃に晒されやすくなるので、ほとんどの場合にダイブブレーキは使用しなかった。
フラップは主翼が逆ガル翼だったので、三分割されるような形状になった。展開時には主翼形状の関係でフラップ間に隙間が生じるので、それを埋めるパネルも展開された。展開角は最大50度であり、10度ずつの間隔で調節することができた。限界速度は50度 (100％) で244km/h、20度 (40％) で380km/hであった。フラップはオーバーロードリリーフシステムで保護され、速度に応じて展開角を自動的に調整するブローアップシステムを備えていた。形式は、NACAスロッテッドタイプとして高い効果を発揮し、F4Uが重量級の高速戦闘機にもフラップを使用して、低い失速速度と鋭い旋回を可能とした。
エルロンは骨組みと表面の両方が木材で作られ、表面には羽布がかぶせられた。木材合板からなる表面は、堅くかつ滑らかで航空力学的に優れていることが判明した。被弾試験でも全金属製エルロンと比較して空気抵抗を増す望ましくない突起が出ないという利点があり、金属製よりも優先して採用された。完成されたエルロンにより、テストパイロットによる飛行試験で毎秒180度の横転を実現した。また、左エルロンはトリムタブを装着して飛行中にトリム調整が可能なようにした。
昇降舵は羽布を被せられたアルミニウム合金構造で、突出バランスがとられた形状にブーストタブとトリムタブが設置された。これによって飛行中のトリム調整が可能であり、操縦桿の操作力が極めて軽くなった。
ラダーは羽布を被せられたアルミニウム合金構造で、垂直尾翼の大半を占めており、突出バランスを保有している形状であった。尾翼のほとんどが動くことになるので、非常に高い効果をもっていたが、逆にラダーを操舵した際には尾翼の固定フィンの面積が少なく安定性が低かった。安定した状態からの素早い動きを可能にしたが、低い安定性は、着艦時には不適だった。ラダーにも可動トリムタブが装着されていたので、F4Uはロール、ピッチ、ヨーすべての軸に対して飛行中のトリム調整が可能だった。
骨格は艦載機としてあらゆる状況に対応できるように丈夫に作られ、量産機は武装と胴体燃料を満載した12,000lbsの戦闘重量で制限荷重7.5Gを達成した。これは戦闘重量で6.6GのF6Fや7.0GのF8Fより優れていた。運用期間中に機体尾部の補強が行われたF6Fとは異なり、F4Uは退役時まで骨格の補強を必要としなかった。このように骨格が頑丈だったので、高速での急機動を問題なくこなすことができた。

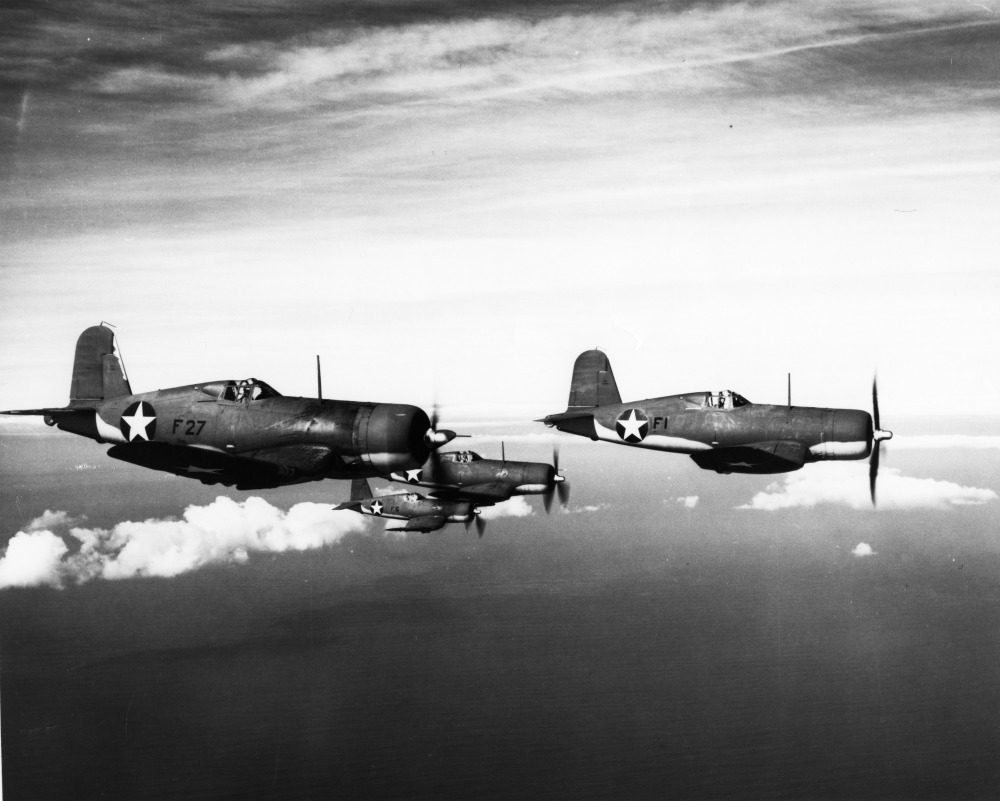
飛行中の初期型F4U-1

前方胴体には、自動防漏燃料タンクがあり、補助燃料タンクとして使用することができる主翼内の燃料タンクも備えていた。主翼内のインテグラル式燃料タンクは防漏ゴムが付けられないので、二酸化炭素自動消化装置を備えていた。主翼内の燃料タンクは、空母で運用するF4U-1Dからは撤去された。
防弾装備は150lbsほどのキャノピー前面防弾ガラスと、座席後方の防弾板であった。F4U-1Aからはキャノピーカービンの後上方にも防弾板が設置され、F4U-1Dからは座席底部にも防弾板が追加された。
量産型F4U-1の初飛行は1942年6月25日であった。初期の量産機は12,060lbsの戦闘重量で3,000ft/min以上の海面上昇力、668km/hの最高速度、37,000フィートの実用上昇限度というスペックであった。
1942年9月25日には護衛空母CVE-26で着艦テストが行われ、すぐにF4U-1の問題が明らかとなった。長い機首に加え、カウルフラップのアクチュエータから飛んでくる油圧液とバルブプッシュロッドから飛んでくるエンジンオイルによって、着艦時の視界は最悪であった。アクチュエータの問題はF4FとPB4Y-1にならい、エンジンオイルの問題はカウルフラップの上部セクションを固定式に変えギャップをなくすことで解決した。しかし、1943年に実戦投入された後も、カウルフラップの上部セクションが良くなっていないF4U-1があり、エンジンオイルの問題が完全に解決されたのは、F4U-1Aの登場時点であった。そのほかにも、メインギアの硬い緩衝装置は機体を飛び跳ねさせ、ロータイプテールギアと巨大なフラップは方向安定性の問題を起こした。また着陸時の減速中に突然失速し転覆したりなどする事故も発生した。
結局このままではF4Uは空母で運用するには不適とされ、初期生産型のほとんどは海兵隊に引き渡された。しかしVF-17のように、F4Uを好んで部隊ごと空母から地上部隊に変更した海軍飛行隊もあった。

### 運用中の活躍
戦闘記録

#### 1943年
F4Uの初戦は1943年、ガダルカナルに進出した、F4Uの平均運用時間が30時間に過ぎないVMF-124によるものであった。数と練度で勝る日本海軍の二〇四空、二五二空、八〇二空の機体と交戦した結果、米軍側が8機損失、日本側は零戦1機自爆という一方的な損害を受け、後に「セントヴァレンタインデーの虐殺」と呼ばれる大敗北を喫した。
「セントヴァレンタインデーの虐殺」は、1943年2月14日に起きた。対艦攻撃の為侵攻する9機のPB4Y プライヴァティア爆撃機を12機のVMF-124所属のF4Uが直掩し、10機の米陸軍339FS、347FS所属のP-38 ライトニング戦闘機が高空で援護していた。日本側はブインより出撃の二〇四空所属の13機の零戦、バラより出撃の二五二空所属の14〜17機の零戦、ショートランド基地より出撃の八〇二空所属の11機の二式水戦が邀撃し、うち31機が交戦した。
乱戦の結果は日本側の圧勝であった。米軍の損失8機には、新鋭機F4Uが2機含まれていた。撃墜されたF4Uのうち1機はリヨン中尉・ステュアート中尉の機体だった。ステュアート中尉は自らの機体が格闘戦中に燃料タンクに被弾した為、僚機に別れを告げて2万フィートから機体を降下させて海面に衝突した。もう1機の損失機はリヨン中尉機であり敵機と空中衝突した。二人共行方不明 (MIA) とされた。その他撃墜された4機のP-38と2機のPB4Yのパイロットもまた行方不明 (MIA) とされた。米軍の行方不明者の中の生存者は、P-38パイロット2人でその中の1人は捕虜となった。一方、日本側の損失は、被弾によりF4Uと衝突・自爆したとされている二五二空の機体のみであった。新鋭機の初陣にもかかわらず損失があったことに慌てた米軍は、当分のあいだ昼間爆撃を中断し、F4Uのパイロット達に対してすぐに日本側の強さと戦術を教育した。
以後、F4Uは機体自体の高性能と機関銃6丁という当時としては高い火力を利用して『い号作戦』頃には、汚名を返上する活躍を見せた。しかしこの時期のF4Uを苦しめたのは、機体とエンジンの信頼性であった。 ソロモン戦域の劣悪な作戦環境と新しい機体の整備プールの不足により、さまざまな問題が発生した。この時期のR-2800は、点火装置への電波干渉からの保護が不足して高高度でエンジンが停止するなどの問題が発生し、またカウリングからはオイルが漏れ風防ガラスを覆い、さらには胴体内の燃料タンクでも燃料が漏れるなど、1943年末までのF4U-1は高性能ではあるが危険な戦闘機だった。 F4U-1Aの登場時点でエンジンの問題は改善され、カウリングからのオイル漏れの問題はカウリング上方のパネルを固定式に変えることで、また燃料漏れの問題は胴体にテーピングをすることで改善された。F4UとF6FはR-2800をエンジンとした最初の戦闘機として互いの開発に密接な関連があり、F4Uの改善過程はカビュレーターの向きを除き同じエンジンを使用したF6Fにフィードバックされたことで、F6Fは殆どの初期不良問題を解決してから実戦に参加することができた。兵器研究家の大塚好古氏は、その著書「米海軍戦闘機」の中でR-2800エンジンの初期不良について触れ、「問題が殆ど解決した後で実用化されたF6Fは非常に幸運だった」と評している。
着艦問題による先入観とは違い、飛行中のF4Uは基本的な失速特性が良好だった。数年にわたるグッドイヤー、ブリュースター、ヴォート・エアクラフト・インダストリーズのすべての機體の生産監察報告書によると、基本的な失速の特性は、兆しが良好で進行が緩やかで回復が容易であるということだった。しかし着陸脚、フラップ、ダイブブレーキパネルをすべて展開してスロットルを下した着陸時では失速の前兆が殆どなく突然の翼端失速が発生し、特に空母に着艦する場合には危険だった。
海兵隊のF4U航空隊たちは連合軍の矛先として、1943年末には「ソロモンのはしご」と呼ばれる進出を終えて、1944年の春まで日本側の最精鋭であったラバウル航空隊と激戦を繰り広げた。F4Uが初めて配備された1943年春から1944年春までにソロモン戦域に新たに配置されたF4Uのパイロットたちは、戦場に配備された時点での実戦経験がないか、水上機や爆撃機乗りとして訓練されていたのに突然の戦闘機への機種転換を終えた者であったため、戦闘経験と練度が低かったので、操縦技能を駆使した格闘戦を避け、機体性能の優位性を生かして戦う一撃離脱戦法と、優れた防御力を生かした編隊空戦を主に用いた。

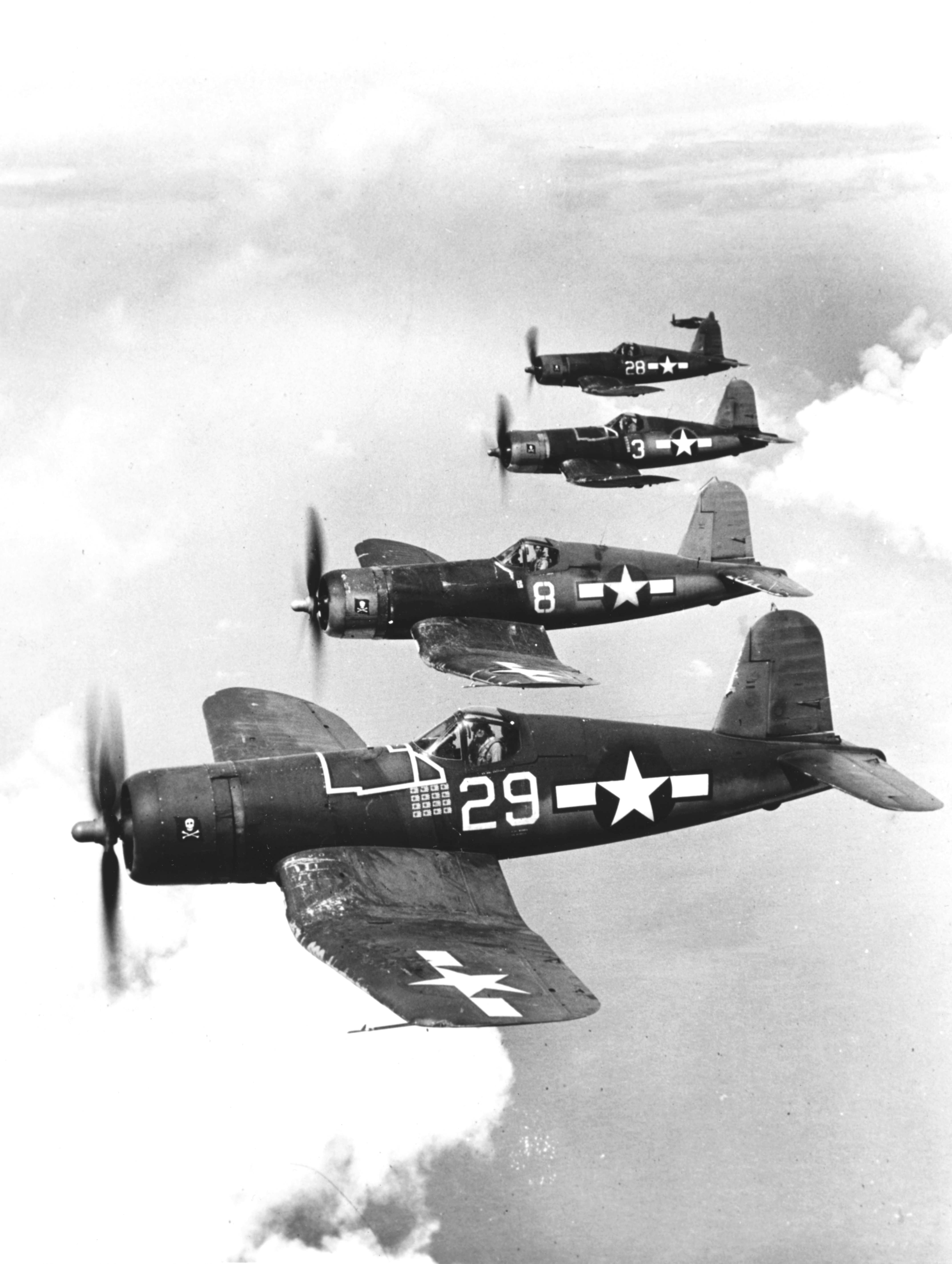
プロペラの根が厚い6501A-0、別名「パドル」プロペラブレードを装備して作戦中のVF-17のF4U-1A。

そして1943年の終わりからコックピット付近を再設計して信頼性の問題を解決したF4U-1Aが配備され、1944年初めから水メタノール噴射装置を装備したF4U-1Aの後期生産型が配置された。この時期陸上基地を拠点として作戦行動するF4Uの一部はアレスティングフックを撤去したり、直径13フィート1インチの6501A-0新型プロペラブレードを装着して性能を高めた。一方で性能に優れたF4Uを空母に搭載するために、ヴォート社と海軍は様々な努力を傾けた。 F4U-1Aは、コックピット位置を上げる再設計により視界が良くなり、新たに長い尾輪の脚柱を設置してタキシングや離着陸時のAOAを下げた。右翼はストールを緩やかにしてくれるスポイラーを設置した。これらの改良を行った陸上用戦闘機としてのF4U-1Aは、武装と機内に燃料を満載した戦闘重量状態で693km/ hの速度を達成し、陸軍のP-51Bとの比較では、加速、起動、上昇力で優勢であり、速度も海面高度と一部の領域で勝る性能を示した。一方、このような改造が行われず、13フィート4インチ直径の6443A-21旧型プロペラブレードを備えた生産ラインの基本的なF4U-1Aの公式最高速度は671km/ hであった。すべての改善点が生産ライン上で完全に反映されたのは、F4U-1D生産の時期であった。
F4Uの部隊はソロモン諸島を北上しながら、最終的にラバウル方面で活躍して日本軍の航空戦力を消耗させた。日本軍の空母部隊は第一航空艦隊や第二航空艦隊などの精鋭航空戦力を地上基地に派遣しており、これらの消耗により艦隊航空戦力が弱体化した。しかし、ラバウル航空隊の優れた技量により、米海兵航空隊とVF-17のF4Uも多くの損害を被った。岩本徹三のように、最終的に数十機のF4U撃墜を報告したパイロットもあった。この期間中にVF-17のF4Uは空母に着艦して再補給後、正常に運用されることで艦載機復帰への可能性を示した。
以後弱体化された日本の航空戦力に対し、本格的に空母機動部隊に所属するF6Fが大活躍した。ソロモン戦域の消耗戦とは異なり、空母機動部隊の支援を受けて集中運用されたF6Fは艦載機としての優位性を活かし、積極的に戦果を重ねていった。マリアナ海戦でF6Fが日本の艦隊航空勢力を壊滅させている間、F4Uは地上に縛られていたため、空中戦で活躍する機会がほとんどなかった。

#### 1944年
一方、様々な問題が完全に解決されたF4U-1Aから、更に空母運用のための改良も完了したF4U-1Dは、1944年4月22日、VF-11のゴードンキャディ中佐、VF-1のバーナードストリン中佐、VMF-223のジョン・スミス大佐によって、護衛空母の狭いデッキにおいてF6F-5と比較された。 3週間に渡る評価試験で出された結論によれば、F4U-1DはF6F-5に比べて疑いの余地なく高速であり、F6F-5の機動性はF6F-3より良かったがF4U-1Dには及ばず、F4U-1DはF6F-5より上昇力が優れていて、特に高速上昇性能が目立つことが明らかになった。 F4U-1Dは操作が軽く軽快でより飛ばしやすい航空機であり、固定武装の配置もより実戦向きであると評価された。特に重要な利点は、武器のプラットフォームとして安定しており爆撃とロケット発射に有利であることだった。しかし、空母着艦には、着艦時の視界が広いF6F-5がより優れている点も確認された。
1944年5月16日、空母運用能力が強化されたF4U-1Dに対して「一般的にF4UはF6Fと比較して、より良い戦闘機・より良い爆撃機であり、同等の空母運用能力を持つということが理事会の見解であり、艦載戦闘機と艦上爆撃機をF4Uに切り替えることが強く推奨される」という結論が下され、本格的に艦載機としての能力を証明することになった。
1944年8月には、爆弾搭載量に劇的な進展があった。太平洋の海兵飛行隊を訪問したチャールズ・リンドバーグによってF4Uの最大搭載量は、2,000lbs爆弾1発と1,000lbs爆弾2発の最大4,000lbsにまで向上した。しかしこのような大重量の爆弾搭載はほとんど行われなかった。離陸滑走距離が長くなってしまったため、リンドバーグでさえカーブしながら離陸する古典的なテクニックを用いる必要があった。
1944年10月、メリーランド州のNASパタクセント・リバーで、アメリカとイギリスと捕獲された日本の戦闘機による合同戦闘機競技があり、ここでもF4U-1Dは、高い評価を受けた。最高の艦載機であり、最高の戦闘爆撃機として選ばれており、高い機動性と優秀な性能で多くの支持を受けた。参加したイギリスのパイロットもF4Uの優れた高速機動性と戦闘能力を高く評価した。最終的にF4U-1Dは、この比較のプログラムで量産機の中では総合性能が最も優れていることを考慮された。好評を受けたF4U-1Dだったが、コクピットのレイアウトと自動化、25,000フィート以上での性能は、改善すべき点として指摘されて以降のF4U-4やF4U-5は、基本性能を上げながら、その機能を改善する方向に発展した。
1944年12月28日から空母に配備されたF4U-1Dは戦闘爆撃機としての頭角を見せ、硫黄島や沖縄への攻撃に活躍した。地上の兵士たちにはF4Uの心強い地上支援が好評であり、戦いが終わる頃には「沖縄の恋人（Okinawa Sweet-heart）」と呼ばれた。F4U-1Dは太平洋戦争において最高の急降下爆撃機の一つとされるSBD ドーントレスに比べ、まったく劣らない爆弾搭載量と正確な急降下性能を持っているとされた。

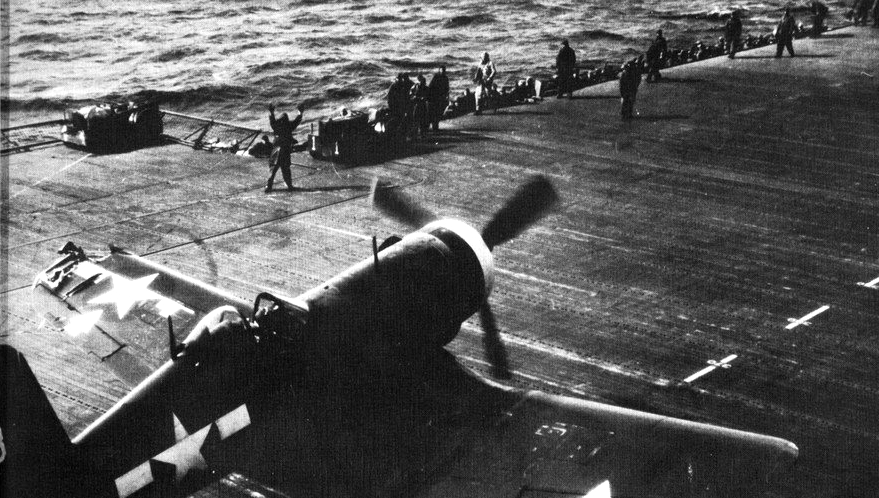
損傷を受けて帰還したF4U-1D

1944年とは異なり、1945年からはF4Uも本格的に空母で運用されたので第一線で空中戦をすることになった。F4Uの脅威となる紫電と疾風は優秀な性能を持っていたが、パイロットの低練度と信頼性不良でF4Uがおおむね優勢だった。紫電と疾風の両方と戦った経験があり、ソロモン戦域でVF-17所属で活動していたVF-84のエースパイロット、ロジャー・ヘンドリックは「F4U-1Dは、日本の最新のモデルに比べて優れていると判明した。疾風と紫電との性能差は大きくないが、積極的な攻撃により勝利するのに十分である。」とした。一方、VMF-441は、航空機の活動報告書に「敵のパイロットは私たちに比べて経験が足りず、積極的ではないように見えた。敵機は私たちに発砲していなかったし、彼らの優れた機動性を利用することもできなかった。」と語った。しかし、この時期のF4Uもロケットランチャーとスタブパイロンとドロップタンクなどの搭載により、空中戦闘に制約が多い状態であったため、速度の優位性を生かすことが難しく機動性も低下した。F4Uが主に配置された新設の戦闘爆撃飛行隊 (VBF) の平均的な空中戦の経験と技量も、再編の過程で元雷撃機や急降下爆撃機のパイロットが多数参加しており、F6F飛行隊に比べると不足であった。士気と練度が高かった343航空隊の紫電改との戦いでは、戦術による状況優位が勝敗を分けた。お互い奇襲を成功させた方が勝利し、数が多く、より自由に戦うことができる方が優勢だった。
1944年末から海軍に供給されたZ-2与圧服は、機体構造が頑丈で高速機動性に優れたF4Uとの相性が非常に良いことを示し、その価値を証明した。343航空隊の紫電改に囲まれた2機のF4Uがドロップタンクをつけたまま数的に優位な紫電改の降下攻撃に対してブラックアウトギリギリの急機動を行い、むしろ紫電改を相次いで撃墜して突破した事例もあった。

#### 1945年
1945年には、新しいCシリーズR-2800エンジンと4枚プロペラのF4U-4が配備された。海兵飛行隊のF4U-4は、沖縄戦から本格的に運用を開始したが、海軍のF4U-4はほとんど活躍していなかった。例外的に修理のために真珠湾に入港したハンコックだけは、他の航空母艦より早くF4U-4を受領することができたので、日本本土攻撃に運用することができた。第二次大戦中における最後の形式であるF4U-4は、ロケットランチャーとスタブパイロン無しで弾薬と燃料を搭載したうえで746km/hもの速度を出すことができる圧倒的性能を持っていたが、空中戦の機会はほとんどなかった。数少ない記録中、VMF-223の活動報告書によると、飛行第47戦隊の疾風を相手に「敵機はF4U-4に圧倒された。彼らの頭上を抑え優れた速度を発揮した。」とされている。
1945年の本土攻撃で、日本の新型機などの高火力にさらされることが多かったF4Uは、高い耐弾性と生存率を示した。F4Uは紫電の攻撃により搭載弾薬が爆発して主翼の三割が吹き飛んだり、40mm砲によって主翼中央区画がほぼ喪失した状態でも、生還した事例があった。VMF-124のエースだったケネス・A・ウォルシュは、「私たちの低い損失率は、F4Uのその速度と丈夫さに起因する。」と述べた。しかし、米国側の統計によると被弾時の生存率は、より広い主翼とより大きい胴体を持つF6Fには及ばなかったとされている。
大戦中、米海軍の期待を担ったF4Uであったが、戦後に記録を集計した結果、空中戦での成果とキルレシオの両方でF6Fより劣ることが判明した。米海軍は19：1のキルレシオを記録し、最も多くの敵機を撃墜したとされたF6Fを、太平洋戦争最高の戦闘機であると判定した。米海軍と米海兵隊のF4Uは、第二次世界大戦中に2,140機を撃墜しながら189機失い、11.3：1の空中戦キルレシオを記録した。しかしこれらの集計結果は、海兵隊のF4UがF6Fよりも先に、はるか劣勢な作戦環境でより練度が高い日本のパイロットを相手に苦戦した戦場の状況等を考慮していない数字だった。実際に1943年におけるF4Uの戦闘出撃回数は戦争全体の出撃数の5％程度であったが、空中戦での損失に対する割合は全体の50％に達した。これはラバウル航空隊をはじめ、日本軍の優れた技量と初期F4U-1が持っていた様々な問題と海兵隊パイロットの低い平均練度が原因であるが、統計資料では無視されている。
さらにF6Fの高い戦果は、先に戦っていた海軍と海兵飛行隊、陸軍の第5、第13空軍が執拗な消耗戦において、日本軍航空勢力の戦力を著しく消耗させたことに影響されている。実際に1944年2月にラバウルから戦闘機が撤退した後、パイロットの平均技量は米軍側が優位となり、6月のマリアナ海戦まで南太平洋の日本の航空勢力は累積された損害を回復できず、日本側指揮官にとって技量と戦力双方の不足が問題となった。
こうして戦況が有利になってから艦上戦闘機として配備され空戦で活躍し、前任のF4Fでの経験を活かすことができたF6Fに対し、同時期に飛行場から戦闘爆撃任務に配備されることの多かったF4Uでは、撃墜戦果において明暗が分かれる結果となった。F4Uは1945年に空母での運用を開始した後も、パイロットの平均技量で優れたF6Fと比べ、より優れた機体性能を活かした戦果を挙げられなかった。大戦中の海軍及び海兵隊におけるF4Uの戦闘出撃回数は64,051回に上ったが、うち空母からの出撃は9,581回に過ぎなかった。

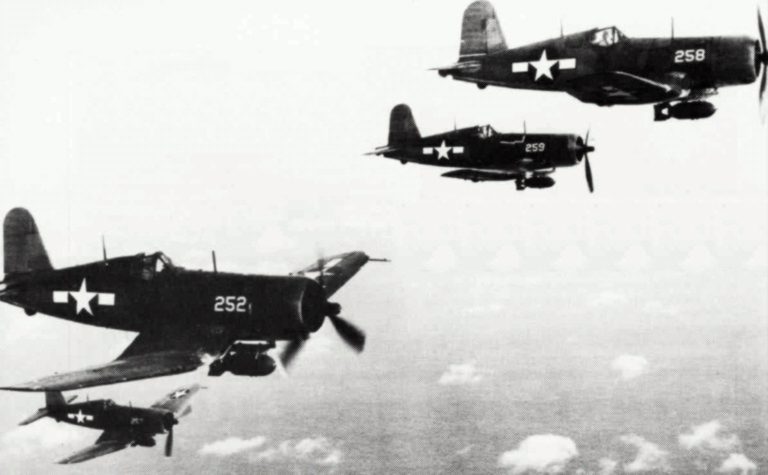
爆弾を装備したF4U-1A

#### 第二次世界大戦後
戦後、アメリカ側の統計データは自軍の記録にのみ基づき日本側の記録が反映されておらず、米軍側の数値は信頼性が高いものの、日本側の損失や出撃回数などの数値には疑問がある事が明らかになった。交戦記録を再検証した結果、実際の撃墜戦果の他、敵機識別の誤りも多かったことが判明した。例えばF4Uの海兵隊パイロットの場合、343航空隊の（紫電と異なり、正面から見て低翼配置なのが明らかな）紫電改を新型機として識別できず、ほとんど全てが零戦、飛燕、鍾馗、疾風として報告された。逆に日本側のパイロットがF4UをF6F (グラマン) と識別した場合も確認されている。
一方、地上攻撃におけるF4Uの活躍は大きかった。F6Fとは逆に、地上攻撃で多くの経験を積んだF4Uは超低空で飛行し、正確な爆撃と機銃掃射をすることで高い評価を得た。海兵隊パイロットは硫黄島で、陸軍のP-51パイロットに近接航空支援のノウハウを伝授したりした。そして爆弾やロケット弾を搭載し低空で地上攻撃を行うF4Uは、日本軍の迎撃に被害もあった。F4Uは戦争中14171トンの爆弾を投下し、これは太平洋戦争で米軍戦闘機が投下した爆弾全体の70％に相当する量であった。
特に戦争中の様々な比較飛行などで得られたノウハウが反映され、戦争の終わりに登場したF4U-4は、これらの性能を一段と引き上げ死角がない高性能機として大戦最強のレシプロ戦闘機の一つであった。1944年の比較に一緒に参加した以降の競争相手であるF8Fとは2万5千フィート以上での高高度性能を維持しながら、すべてのパフォーマンスをバランスよく向上させたF4U-4と、1段過給機を装備して低高度の性能に焦点を当てたF8F-1で全く別の答えを出した。米軍の公式性能文書によると、両戦闘機は高度6,000フィート以上ではF4U-4、それ以下ではF8F-1が優勢だったとされている。
以後、F4U-5は大型化されたサイドホイールスーパーチャージャーを備え、高高度性能を更に向上させると同時に、全体的なパフォーマンスを一段階引き上げた。それに比べて当時の競争相手であったF8F-2は、スーパーチャージャーを改良して高高度に対応したが、低高度の性能が低下して重量は大幅に増加し、高高度性能もF4U-5には及ばず、全体的にF4U-5に劣勢であった。これはF4U-5はサイズに余裕があり、2段スーパーチャージャーを維持しながら、重量の増加に伴う性能低下も少なかったからである。F4U-5は、スーパーチャージャーとカウルフラップコントロールが自動化され、主翼の外側パネルを全金属に置き換え、ラダーにブーストタブの追加、昇降舵のブーストタブにスプリングを設置し、さらに優れた操縦性を持っていた。米軍の公式性能データによると、F4U-5は陸軍のP-51Hと比較しても、互角の性能を持っており、究極のレシプロ戦闘機の一つであった。
当機はエンジンの交換、電子ポッドの装備など、数多くの派生型が存在している。これは当機が大型であった上、馬力にもかなり余裕をもって設計されているためにできたことである。

#### ジェット時代
大戦後は戦闘機のジェットエンジン化が進んだが、初期のジェット戦闘機は木造甲板空母での使用に難があったため、戦後もF4Uの生産は続けられた。純粋な戦闘機としての任務はジェット戦闘機に譲り、レシプロ機は戦闘爆撃機として使われる事になったが、F4Uはこの目的にぴったりであり、生産は1950年代まで続いた。この時期、チャンス・ヴォート社は超音速戦闘機であるF8Uの開発に着手しており、その傍らでレシプロ機である本機の生産を継続していた。朝鮮戦争では海兵隊所属機として開戦当初に活躍した。しかし、第二次世界大戦に比べて発展した対空火力によってF4Uも多くの被害を被った。特に主翼のリーディングエッジ付近に存在するオイルラジエーターは正面からの攻撃に対して脆弱で、多くのF4Uが油圧低下によるエンジンの出力損失により不時着した。ほとんどの機体は20mm機関砲を装備したF4U-4BやF4U-5系列機体だったが、12.7mm機関銃を持った第2次大戦の形式のF4U-4も参加して、高い装弾数と信頼性で地上攻撃にあって、より効果的だという評価を受けた。空中戦の性能を生かす機会はほとんどなかったが、たまに遭遇したYak機やLa機については、圧倒的な優勢を見せた。MiG-15を撃墜した事例もあった。1952年9月10日、地上攻撃のために、海辺の上空を横切っていたポルモ大佐はウイングマンのダニエル中佐と一緒に4機のMiG-15に攻撃されて1機のMiG-15を撃墜した。しかし、その後さらに4機のMiG-15が攻撃してきて、彼のF4U-4Bは、以降の交戦で撃墜された。様々な活躍によって価値を証明したF4UはF4U-5NLやAU-1のような戦争の中の要件を改善したモデルの追加契約を獲得し、ジェット時代にも生産を継続した。

#### 他国での使用
F4Uは第2次世界大戦当時イギリス海軍にも供与され、本格的な運用は1944年から終戦までと期間的には短かったものの、アメリカ海軍よりも先の1943年の時点で空母イラストリアスで運用を行った。イギリス海軍では左旋回しつつ着艦寸前まで視界を確保しながらのアプローチを行い、アメリカ海軍で問題とされた視界不良を緩和できた。F4U-1はコルセア Mk.I、F4U-1AとF4U-1Dはコルセア Mk.IIと命名され、F3A-1はコルセアIII、FG-1とFG-1Dは、コルセアIVと命名された。IIからIVでは天井の低いイギリス空母格納庫への収容のため、主翼の翼端が切り落とされていた。アメリカで製造されたコルセアはクォンセット・ポイントなどから護衛空母でイギリスへと運ばれた。戦艦ティルピッツを攻撃するタングステン作戦では、爆撃部隊の護衛としてその役割を果たした。大戦末期にはイギリス太平洋艦隊へ編入された空母に同行し、日本近海でも作戦に従事した。
また戦後はアメリカの同盟国に供給され、ラテンアメリカ諸国では長らく現役の座にあった。
フランス軍所属のAU-1は、1954年ディエンビエンフーの戦いに参加し、7週間で1,442回の出撃をし、この間に爆弾投下1,567トン、ロケット発射850発、機銃掃射130,000を記録した。以後、フランス海軍はスエズ、アルジェリアなどでもF4U-7を使用した。1969年のサッカー戦争においても使用され、レシプロ戦闘機同士の最後の空中戦を行った。同年7月17日、ホンジュラスとエルサルバドル国境付近で起きた2度の空中戦において、ホンジュラス空軍のフェルナンド・ソト・エンリケス大尉が操縦するF4U-5が、エルサルバドル空軍のF-51D (米軍用機命名規則変更後でのP-51Dの制式名) 1機とFG-1D (グッドイヤー社製F4U-1Dの呼称) 2機を撃墜し、レシプロ戦闘機最後の空中戦での勝者となった。ソト大尉は「最後のコルセア・ライダー」として知られる存在である。

#### 性能
第二次世界大戦中には主に戦闘爆撃機として頭角を現し、制空戦闘機としてのポテンシャルをほとんど生かせなかったF4Uだったが、その性能は艦上戦闘機という制約を越える優れたものだった。速度は同時期のP-51を除き、2万から2万5千フィート以下では他のほとんどの米軍戦闘機よりも速かった。加速性能では捕獲した零戦と飛燕、陸軍のP-51Bと海軍のF6Fよりも高いと評価されたが、旧式プロペラブレードを採用した初期のF4U-1では高速域で効率が落ち、初期加速には優れているが最終的にP-51に遅れをとることが確認された。
上昇性能は低速域では平凡だったが、高速域では優れていた。F4U-1は1942年に捕獲した零戦と比較した場合、高速域での上昇性能はより優れており、持続上昇の場合ほぼ同等か、スーパーチャージャーシフト高度で過熱された場合少し遅れをとると評価され、TAICレポートの零戦52型と比較されたF4U-1Dの場合、持続上昇の場合1万フィートまで同等、以降はより優れていると評価された。また、鹵獲した飛燕との比較では、F4U-1Dが高速上昇で、はるかに優勢であり、低速上昇にもすべての高度で優勢と評価された。F6F-5との比較でも優勢で、特に高速上昇ははるかに優れた姿を見せた。
旋回力は概ねF6Fと似ていたが、パイロットの反応を見ると、少し劣る水準だった。捕獲したFw190との比較では、F6Fと一緒に「旋回とループで圧倒的」という評価を受けTAICの捕獲した零戦との比較では、1万フィートで1回転中に制圧されるP-38、P-47、P-51とは異なり、F6Fと同じ3.5回転の間に持ちこたえることができたとされており、零戦の立場では、F6Fと実質的に差がないと評価された。しかし、3万フィートで零戦と旋回が同じレベルになるF6Fとは異なり、F4Uは非常にわずか (only slight) の差で後になるとされており、表現のままの差が付いていることが分かった。しかし、コンバットフラップを使用したF4Uは零戦に150ノートまで追い付けできる唯一の米軍戦闘機として、優れた旋回力を示した。
一部の書籍では、計器速度 (IAS) をベースにした3Gストール速度に基づいて、F4Uのスポイラーは最大揚力係数を大きく下げたと主張してNACAのレポートを引用し、F4UがF6FはもちろんP-38、P-47 、P-51などの陸上機よりも旋回半径がはるかに広いものと述べている。しかし、NACAのレポートで設置された大型のシャープリーディングエッジは、レポートに書かれた通り揚力の低下が大きい上、位置上折りたたみウィング機能を使用しないようにされている問題点があったし、実際の量産機には、インストールされていなかった。量産機に装備されたスポイラーは小型でシンプルな形状のもので、上記した比較レポートでF4U-1Dが示した旋回力やこれのインストール後のF4U-1DやF4U-4などを対象とした監察レポートと教範のPEC (position error correction) を適用したCIAS (corrected IAS) のストール速度を見ると、上記の主張は事実と符合していなかった。また、比較の飛行では、P-51の旋回サークル内に食い込む様子も確認されている。米海軍公式性能文書は、初期のF4U-1AとF4U-1Dが同じ揚力係数を持っていることを示している。

#### パイロットからの評価
F4Uは速度と機動性に優れた戦闘機だった。速度で劣る相手では機動性に、機動性で劣る相手には速度で戦うことができた。バランスだけではなく強みも確かだった。特にエルロンと昇降舵のブーストタブにより、高速と瞬間機動性が優れていたので、おおきさとは異なり、大変素早い戦闘機であった。このように、機体自体の性能と戦闘力は優れていたため、戦場とは異なり、試験飛行や比較飛行のように、同じ条件で同じパイロットが他の戦闘機と交互に搭乗して比較した場合、F4Uは大変高い評価を受けた。
当機のロール性能はP-38、P-47、P-51、F6Fなどの他のアメリカの戦闘機よりも優れ、鹵獲したFw190との比較では、同等に評価された。しかし、エルロンにブーストタブがインストールされていない初期のF4U-1は、高速ではP-38、P-47、P-51に劣ると評価された。
これは戦後も続いて軍の退役パイロットに結成されたSETP (Socioty of Expermental Test Pilots) は、1989年にシンポジウムを開き、現代の技術を利用してFG-1Dコルセア、P-47D-40サンダーボルト、F6F-5、P-51Dマスタングの4機種を比較して、軽量快適な操縦力、良好なパフォーマンス、十分なストールアラート、緩やかなストールの特性を理由にFG-1Dをドッグファイト最高機体に選んだ。FG-1Dは、内部燃料と弾薬を満載した作戦機体より1,000lbs軽く92％の重量を持ち、88％で1,200lbs軽いP-51D、86％で、2,000lbs軽いF6F-5、80％で3,000lbs軽いP-47D-40に比べて重量の面で最も不利し、主翼に装着されたスタブパイロンにより空力面でもペナルティを受けたが、テストでは、優れた機動性を披露した。一方向旋回では、不利な条件もありF6Fに押されたが、軽い操縦力と迅速なロール性能により、敏捷性テストの横転を混ぜた180度機首転換は、他の3機種と比較して圧倒的に優勢であり、空対空追跡テストの激しい横転を混ぜた連続旋回においても最も優れた姿を見せた。これはコルセアが持つ高い機動性の特性を示すもので、戦争中コルセアに搭乗していたパイロットの証言を証明するものである。
空戦能力即ち旋回能力と定義していた日本軍のパイロットの中には、これらのF4Uの戦法を運動性が低いためであると見て低く評価する事も多かった。ラバウルで活動していた日本のエース谷水竹雄は「機動性が高く、高速横転が可能だったF6Fは最もタフな相手でした。P-38やF4Uは細かい機動をせずに一撃離脱をするだけだったからです。」と評価した。しかし、後にTAICの捕獲した零戦の米軍戦闘機の比較飛行結果、F4Uの旋回力はF6Fのような機種と大差がなく、むしろ効率的なフラップにより、より小さな旋回が可能であることが判明した。さらに、米国と日本の資料を交差検証した結果、1943年末のラバウル航空戦期間中にラバウル航空隊に最も多くの空中戦被害を与えた機種は、P-38やF6Fではなく、F4Uだったことが判明した。
1943年5月21日、フロリダ州のElgin AAFBで初めてF4U-1に搭乗した陸軍パイロットはF4U-1を大変賞賛した。P-38、P-39、P-40、P-47、P-51などの陸上機との模擬戦闘でF4U-1は2万フィート以下では、どのような陸軍戦闘機も対戦相手ができないことを立証した。2万フィート以上では、P-47とP-51が優勢だった。陸軍パイロットはF4U-1に圧倒された感じを受け、山本暗殺作戦で活躍したベテランP-38パイロットであるレックスTバーバーは、米国が一つの機体で戦争に勝つためにならF4Uしかないと評価した。
メダルオブオナーとネイビークロス受勲者であるVF-3のエドワード「ブッチ」オヘアは、VF-12のジョーイ・クリフトンが率いるF4U飛行隊との模擬空戦でF4Uの速度と機動性の優位性を体感し、F6FではF4Uの相手にならず、F4Uは海軍が持っている最高の戦闘機であると評価した。彼はハワイで自分のF6F隊が配備されたとき、彼専用のF4Uを持ってきていた。彼と彼のF6F飛行隊は、F4U飛行隊と2万フィートまでの上昇賭けをしたが敗北したこともあった。
F4U-4とF8F-1をはじめ、45年という期間の間、様々な航空機に搭乗していた海軍大佐であり、テストパイロット、エアロエンジニアだったリチャード・ボブズ・リンネキーンはF4U-4について「F4Uは素晴らしいアクロバット飛行機でした。」と評価してF8Fと比較して「F4Uは適切で不快でない操縦力を持つ安定した戦闘機でした。巡航時には快適さと耐久性を感じることができているにもかかわらず起動応答は速く、比較的操縦しやすかったです。それはF8Fほど速くはなかったが、いくつかの領域においては、より良い操縦性を持っていました。私の主観的な印象としては、グラマンのいずれかよりもF4Uでより良い操縦性の調和がありました」とした。

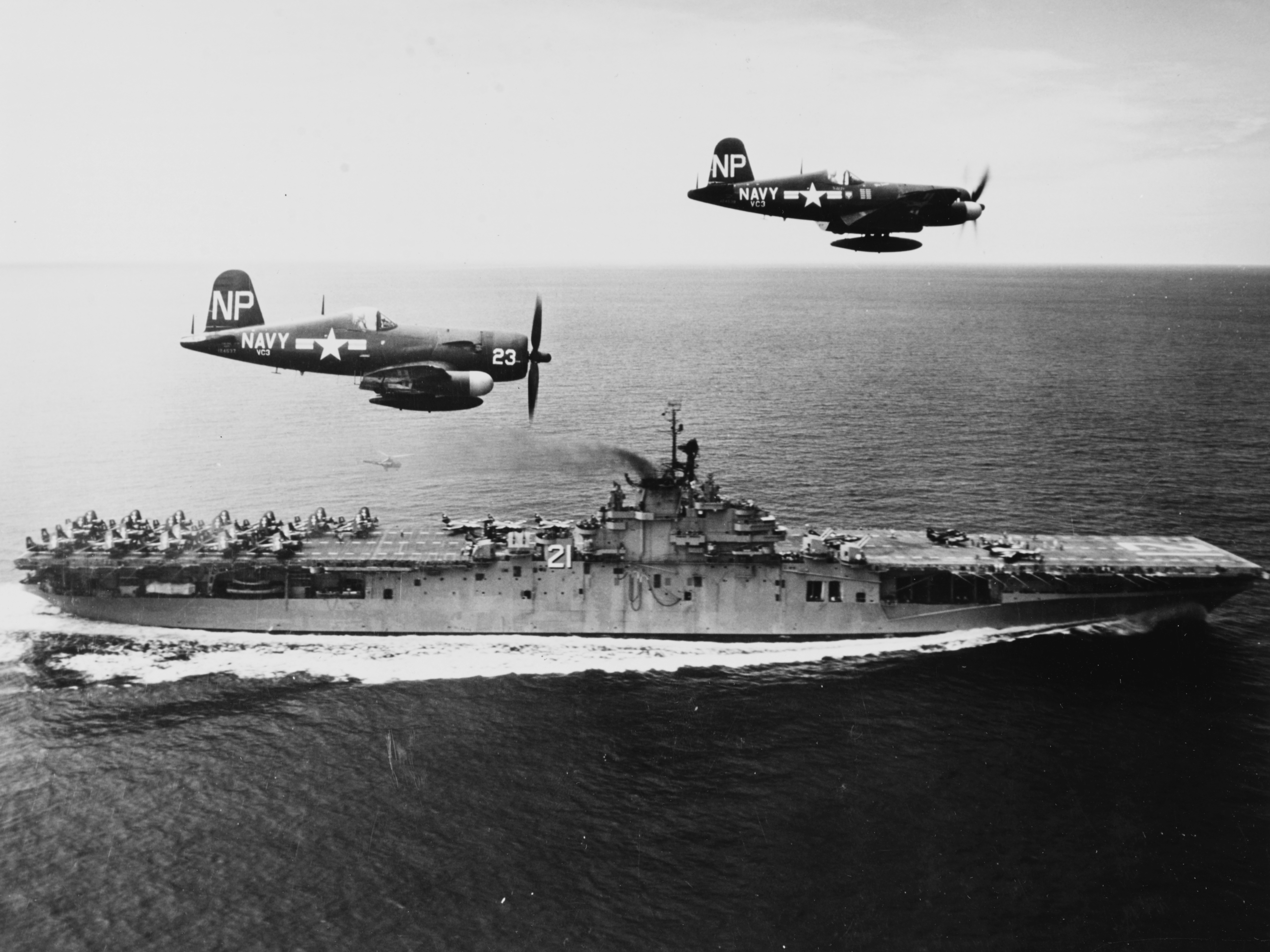
朝鮮戦争で作戦中のF4U-5N

英国の著名なテストパイロットであり、空母着艦のスペシャリストであったエリック・ブラウン大佐による評価は高くなかった。彼は大戦中のイギリスでコルセアIのテストパイロットを務め、その前後に書いた本でコルセアに対しての悪評を述べている。彼は自分の本で、コルセアIIはFw 190 A-4の相手にならず、ヘルキャット F Mk.IとFw 190ではパイロットの実力により勝敗が決すると評した。他のパイロットとは異なり、ブラウンはコルセアの昇降舵は重く、特異な離着陸性能は好きになれず、視界も不良だと評した。しかし、後の著書にて、コルセアは評価するのが難しい航空機であることを認め、ヴォート社のチーフテストパイロットの身長が193cmであることに言及し、F4Uのコックピット設計が自分の170cmの身長に合わなかったので視野と操縦で不便を感じたことを吐露した。実際ブラウンは身体的な限界を理由に他の同僚のテストパイロットと比べて低く評価されることがあった。ブラウンは、テストパイロットとして長い間コルセアに搭乗していたにもかかわらず、「何の好感も持てなかった」と付け加えた。

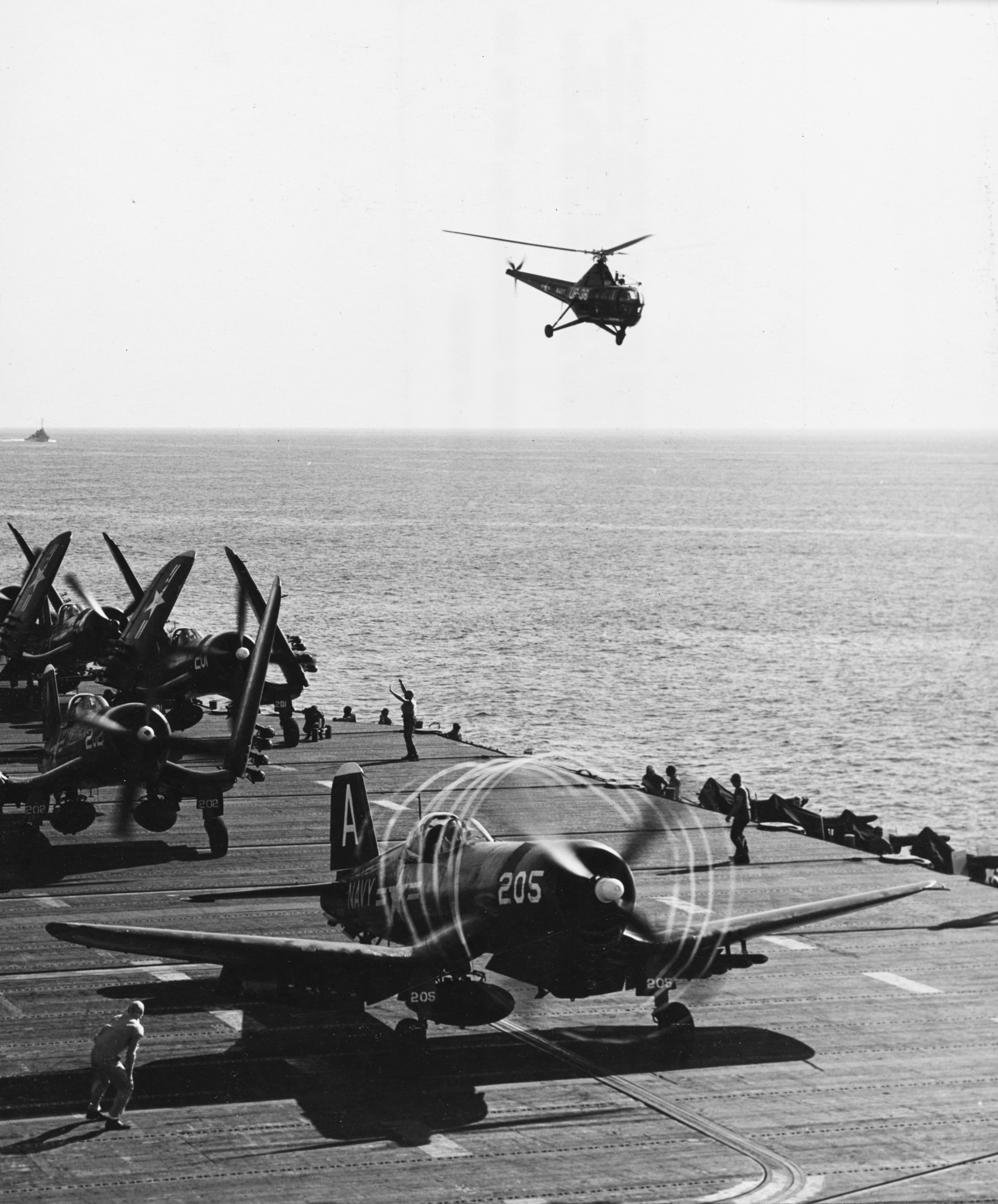
アメリカ海軍の空母「ボクサー」から発艦するF4U-4B (1951年)

一方、実戦でコルセアIIを運用した英国王立海兵隊唯一のエースだったロナルド・カスバート・ヘイ中佐はコルセアIIに対して「コルセアは戦争にぴったりの戦闘機でした。ヘルキャットより頑丈で速く、航続距離も優れていた。」と高く評価している。改善されたコクピットについては「まるで部屋で安楽椅子に座っているように感じるでしょう。それほどコクピットは巨大でした。操縦者はMk.IIの半バブルキャノピーを透して事実上無限の可視性と、正に王座のように感じるでしょう。」と好感を示した。しかし、英国王立海軍の中でF6Fに初めて搭乗した804 NASのエースだったスタンレー・ゴードン・オアは、「F6Fは間違いなく最高の海軍の戦闘機でした。F4Uの失速と視野の問題は (F6Fでは) 発生しておらず、飛行と着艦が楽な航空機でした。それはパイロットに多大な自信を与え、当時としては重要なことでした。」と回想し、F4UはF6Fと比べると空母での運用が難しかったことを指摘した。またシーファイア戦闘機の飛行隊長だったマイク・クロスレイ少佐は、シーファイアに比べ時速260km/h以上での補助翼の操作に必要な力は半分で済み、操縦席からの前方・上方視界は良好、側面視界は良くなかったと評している。
戦後の尋問でもラバウルの陸軍と海軍の両方は、最高のアメリカの戦闘機でF4Uを挙げた。草鹿中将指揮下の海軍は「F4Uは高速、重武装に防御力も高く撃墜するのは難しい素晴らしい飛行機であった。F4Uが最も良い戦闘機だったと思う」とし、今村陸軍大将指揮下の陸軍は「その機動性にとってF4Uを最高の戦闘機だと思う。高い装甲を持って大変速いからでもある。」とした。

## 名称について
当時のアメリカ海軍軍用機の命名規則は、同一の機体設計であっても、製造会社などの細かな差異のために複数の制式名称を与えていた。チャンス・ヴォート社に割り当てられた製造会社記号はUであるため、開発元のチャンス・ヴォート社が製造した機体であれば、この機体は同社にとって4番目の海軍戦闘機なのでF4Uとなる。一方で、グッドイヤー・エアクラフト社 (記号G) が製造した機体では、グッドイヤー社はこれまで海軍戦闘機を製造したことは無かったのでFGとなる。また、ブルースター・エアロノーティカル社 (記号はAで、これまで2種の海軍戦闘機を製造) 製造の機体はF3Aである。さらに、チャンス・ヴォート社が製造したF4Uの攻撃機型は、チャンス・ヴォート社にとって初の海軍攻撃機となったためAUという記号がついた。
一方、同じF4とついているグラマン社のF4F ワイルドキャットとはまったく別の機体である。このため、運用側 (特に整備面) ではしばしば混乱を生じていたという。
愛称の「コルセア (Corsair、発音に近く表記するとコゥセア) 」とは大航海時代以降のフランスにおいて、サン・マロを拠点に英仏海峡で活動した私掠船の通称「コルセール」の英語読みである。なおフランスにはコルセールフライ (Corsairfly) という航空会社が存在する。
アメリカ海軍は1966年に配備したA-7にコルセアIIの愛称を与えている。
なお、日本海軍では同機を主に「シコルスキー」と呼称していた。これは、F4Uが作られたときのヴォート社の正式な社名「ヴォート・シコルスキー・エアクラフト (Vought-Sikorsky Aircraft、正確にはシコースキー) 」に由来する。この社名は、1926年にヴォート社がコネチカット州ストラトフォードへ本社を移転した際に、ユナイテッド・エアクラフトの1部門だったシコルスキー・エアクラフトと合併して以降使用されていたものである。のちに第二次世界大戦後の1954年、同社は併合されていたユナイテッド・エアクラフトから独立し、社名を再度チャンス・ヴォート・エアクラフトとした。

## 運用国
- アメリカ合衆国 (海軍・海兵隊)
- アルゼンチン
- イギリス
- エルサルバドル
- フランス
- ホンジュラス
- ニュージーランド

1945年 (昭和20年) 2月16日の関東上空邀撃戦において空母ベニントン搭載の第123海兵戦闘飛行隊所属のロバート・M・シース少尉操縦のF4U-1Dが対空砲火によって茨城県霞ヶ浦海軍飛行場付近に撃墜され、鹵獲された。
また同年3月18日には宮崎県北部の冨高基地を攻撃するために発進した空母エセックス搭載の第83戦闘爆撃飛行隊所属のF4U-1D16機に対し上空哨戒中の第二〇三海軍航空隊戦闘第三一二飛行隊浅井幾造大尉以下4機に邀撃隊の戦闘第三〇三飛行隊岡嶋清熊少佐以下32機、戦闘三一二飛行隊林美博大尉以下25機が加わり空中戦を展開。ワーレン・O・シグマン中尉、ウィリアム・F・ガーナー中尉操縦の2機が未帰還となりガーナー中尉機は海上に不時着水し、シグマン中尉機は鹿児島県笠ノ原海軍飛行場付近に不時着し鹵獲された。

## 派生型

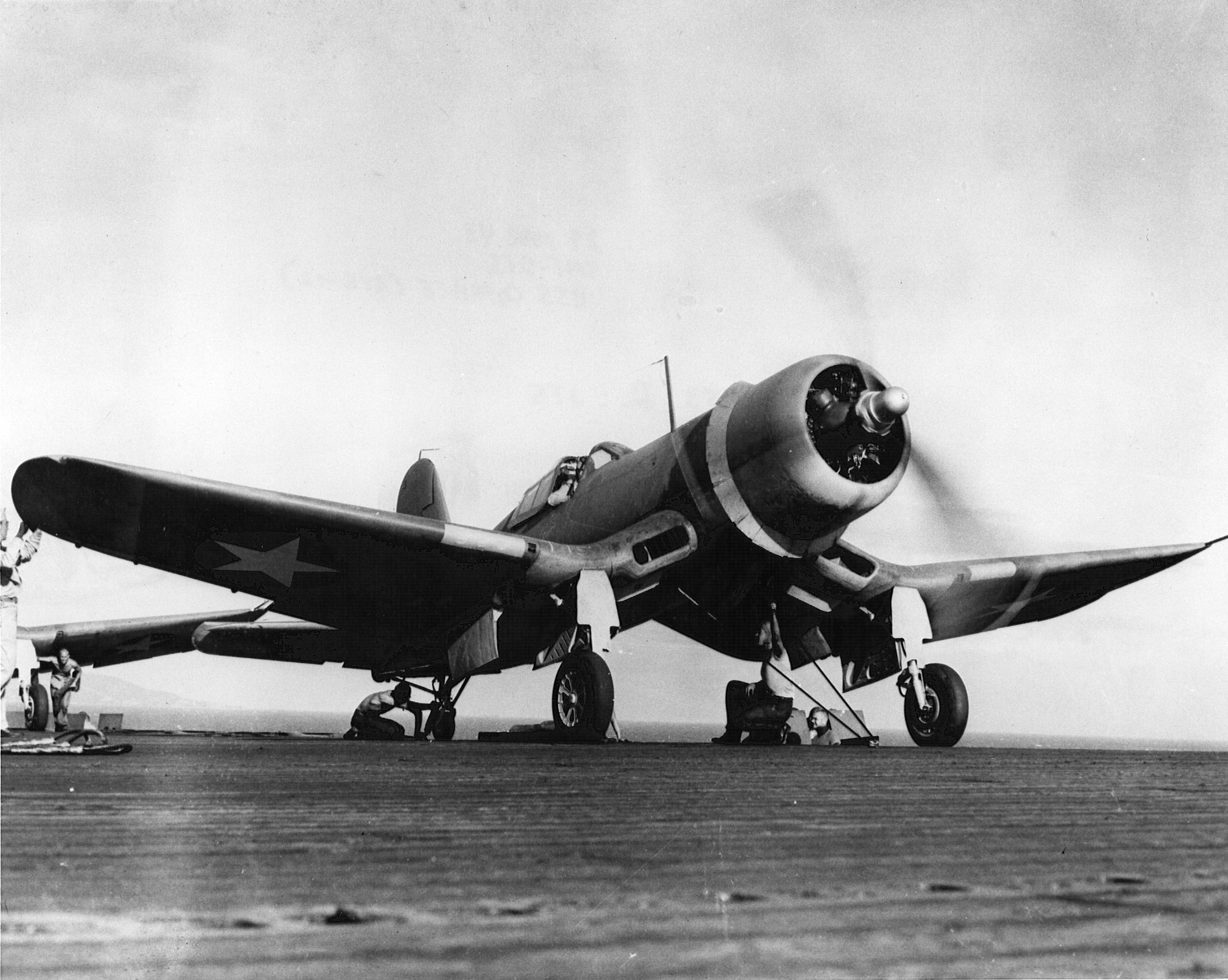
F4U-1 特徴的な逆ガル翼が見て取れる

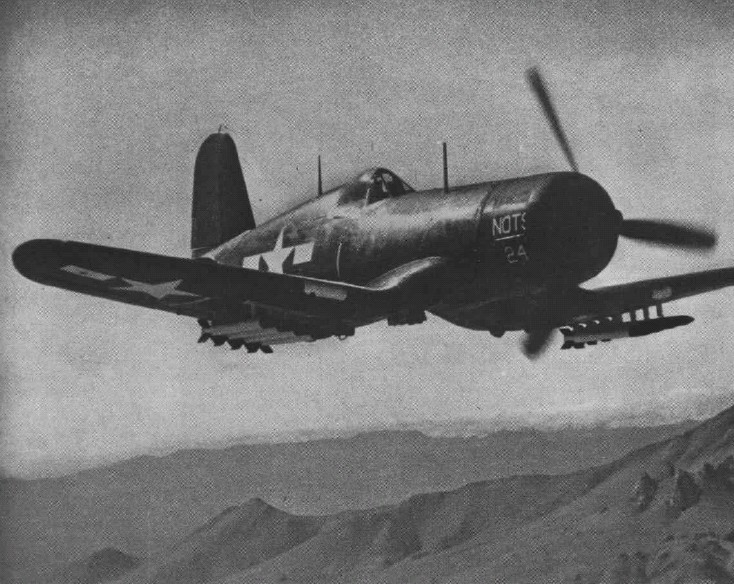
アメリカ海軍のF4U-1D (1945年)

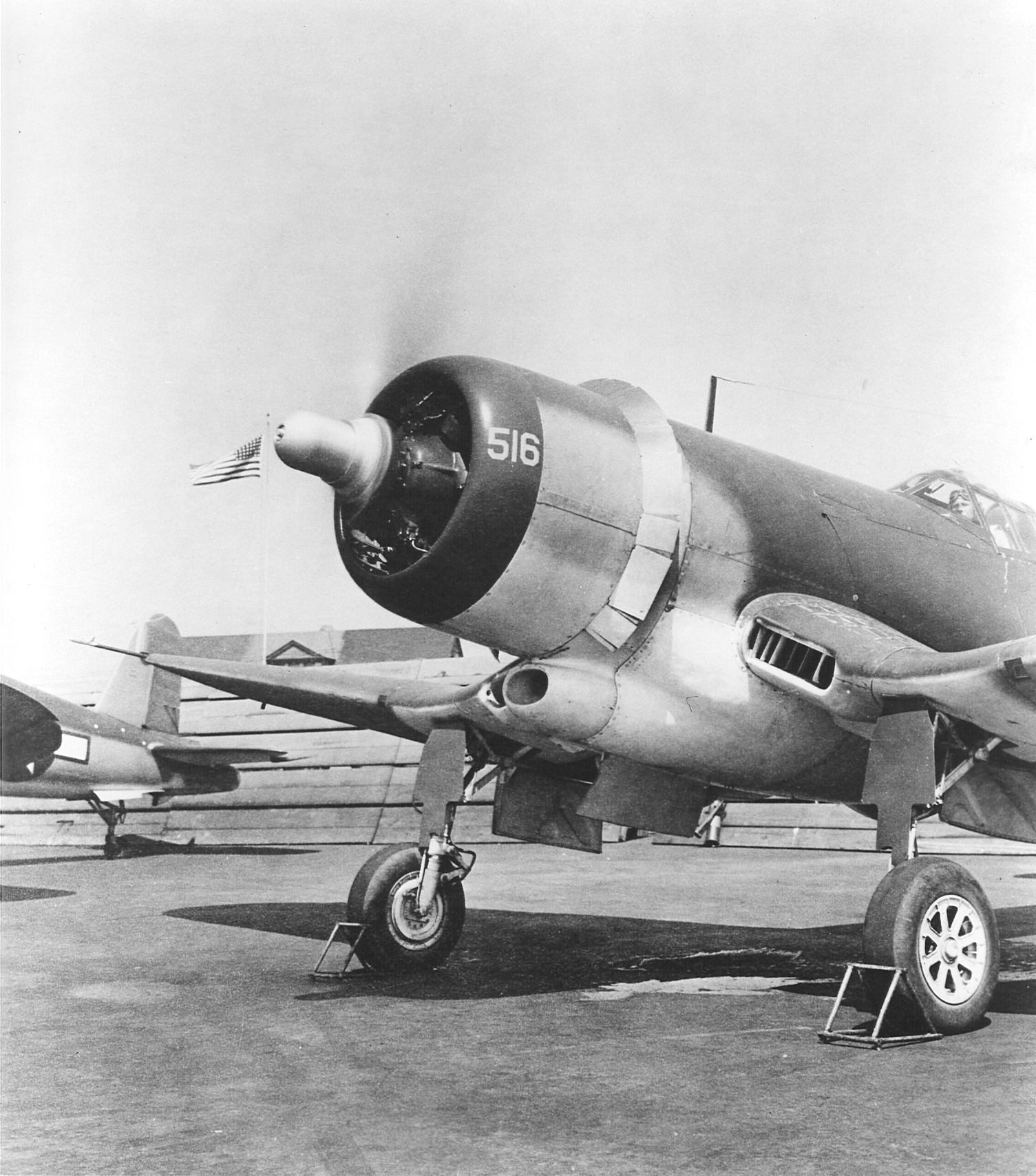
XF4U-3
(1944年撮影)

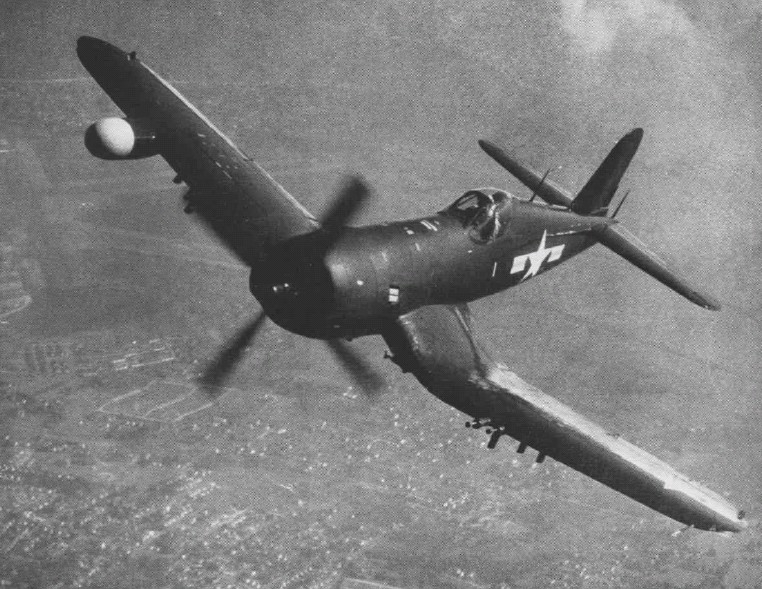
夜間戦闘機型のF4U-5N (1949年撮影)

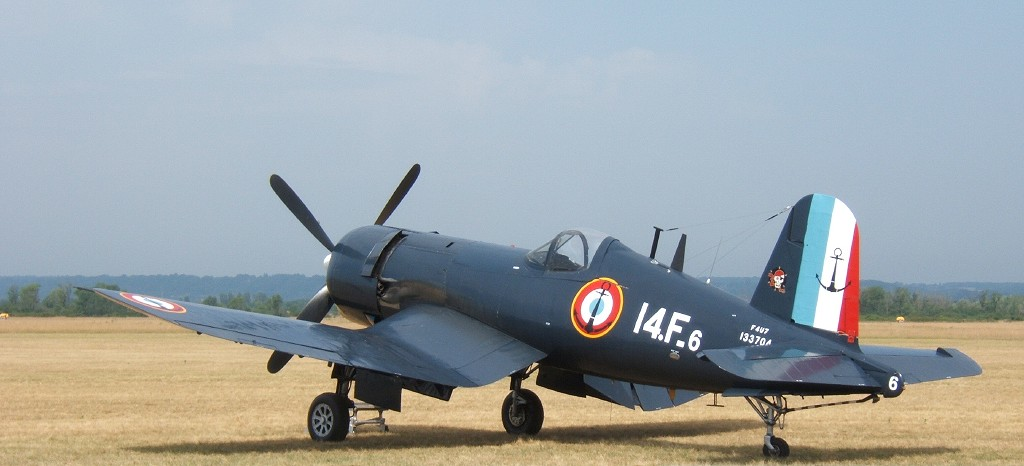
フランス海軍に供与され現存するF4U-7

F4U/FG/F3A Corsair
V-166
当機の社内呼称。
XF4U-1
原型機呼称。完成時にはXR-2800試作エンジン (1,800馬力) 搭載、後にR-2800-4エンジン (2,000馬力) 搭載。2.4kg空対空小型爆弾を主翼下面の五カ所に4発ずつ搭載する爆弾倉を持っていた。
F4U-1
R-2800-8エンジン搭載の初期生産型。1942年6月初飛行、7月配備開始。海軍では使用されず、海兵隊にまわされた。枠の多いキャノピーの形状から、「バードケージ (鳥籠) 」と通称される。
F3A-1
ブルースター・エアロノーティカル社で製造されたF4U-1の呼称。生産品質の問題から空中分解事故を発生させたため、機体に掛かる負荷に制限の掛けられた訓練用としてのみ運用された。
FG-1
グッドイヤー社で製造されたF4U-1の呼称。なお、主翼折りたたみ装置は廃止されており、陸上での使用が前提となっている。
F4U-1A
前方視界向上のための操縦席位置を178mm上昇させ、キャノピーを枠の少ないバブル型に変更。更に尾脚をいくらか高くして機体の三点姿勢角度を減らした。戦争中、米軍の公式文書ではF4U-1Aは存在せず、初期型のようにF4U-1と呼ばれた。生産途中で爆弾架が取り付けられ爆撃任務への使用が可能になった。F4U-1より着艦が容易になり、1943年11月に空母バンカー・ヒルで正常に運用された。
F4U-1B
イギリスに供与された機体の米国内呼称(総称)。
F4U-1C
1D型の搭載機銃をAN/M2 12.7mm機関銃×6からAN-M2 20mm機関砲×4に変更したモデル。
F4U-1D
水噴射装置付きR-2800-8Wエンジンを装備した機体。主脚の改良により着艦が容易になり、空母で使用され始める。
F3A-1D
ブルースター社で製造されたF4U-1Dの呼称。
FG-1D
グッドイヤー社で製造されたF4U-1Dの呼称。
FG-1E
グッドイヤー社で製造されたF4U-1Dにレーダーを搭載した型。
F4U-1P
F4U-1を改修した写真偵察機仕様。
F4U-1WM
F4U-1のエンジンをプラット・アンド・ホイットニー R-4360"ワスプメジャー"に換装した試験機型。1943年3月にバードケージキャノピーの初期型F4U-1(BuNo.02460)から1機が改造され、特に大きな問題を生じなかったことから、本格的な発展型の開発が決定、以後の開発がグッドイヤー社に発注され"F2G"となる。
F4U-2
機上迎撃レーダーポッドを装備した夜間戦闘機型。搭載武装が従来型よりも減少。F4U-1Dより実験的に先に空母で運用されており、マリアナ海戦でも夜間迎撃に、ごく少数のF4U-2が参加した。
XF4U-3,-3B
ターボ過給機を装備した高高度戦闘機型。既存の機体を改良した3機のプロトタイプが製作され、それぞれXF4U-3 (F4U-1 BuNo02157) 、XF4U-3A (F4U-117516) 、XF4U-3B (F4U-1A BuNo49664) と命名された。23,000ft以下では、F4U-4に比べて利点がないと判断されてキャンセルされた。最大出力 3,000馬力、高度8,382mで784km/h、高度12,344mで731km/h。
FG-3
グッドイヤー社で製造されたF4U-1Dに2段ターボ過給機付きのR-2800-14Wを搭載した高高度戦闘機型。Bureau Numbers：76450の1機のみ生産。
XF4U-4
F4U-4の原型機。5機生産された中でF4U-1の改造機である最初の2機はF4U-4Xと呼ばれ1944年4月19日に初飛行を行った。
F4U-4
R-2800-18WまたはR-2800-42Wエンジンを装備した第二期生産型。第二次世界大戦中の最終生産型で1947年まで生産された。センターラインのハードポイントが撤去され、装着可能な爆弾の数がF4U-1Dに比べて1つ少なかった。
F4U-4B
英国に供与される予定だったF4U-4、戦争が終わって供与はキャンセルされてF4U-4CがF4U-4Bに再分類された。
F4U-4C
搭載機銃をAN-M3 (T-31) 20mm機関砲×4に変更したF4U-4。戦後F4U-4Bに再分類された。
F4U-4E
機上迎撃レーダーポッド (AN/APS-4) を装備した夜間戦闘機仕様F4U-4。
F4U-4N
1946年に完成。機上迎撃レーダーポッド (AN/APS-6) を装備した夜間戦闘機仕様F4U-4。テスト飛行のみで量産されなかった。
F4U-4P
F4U-4を改修した写真偵察機型。
FG-4
グッドイヤー社で製造されるF4U-4（BuNo. 67255～67754）に与えられる予定の名称であったが、全機がキャンセルされた。
F4U-5
武装をAN-M3 (T-31) 20mm機関砲×4、R-2800-32Wエンジンを装備した高高度戦闘機型。スーパーチャージャー、カウルフラップ、インタークーラードア、オイルクーラードアの自動制御機能及び、戦闘出力システムの自動化が行われている。F4U-4から除去されたセンターラインのハードポイントが再インストールされて2,000lbs爆弾運用能力を回復した。223機生産。
F4U-5N
機上迎撃レーダーポッド (AN/APS-19) を装備した夜間戦闘機仕様F4U-5。214機生産。
F4U-5NL
F4U-5Nの寒冷地対応型。101機生産。
F4U-5P
F4U-5の長距離写真偵察機型。30機生産。
XF4U-6

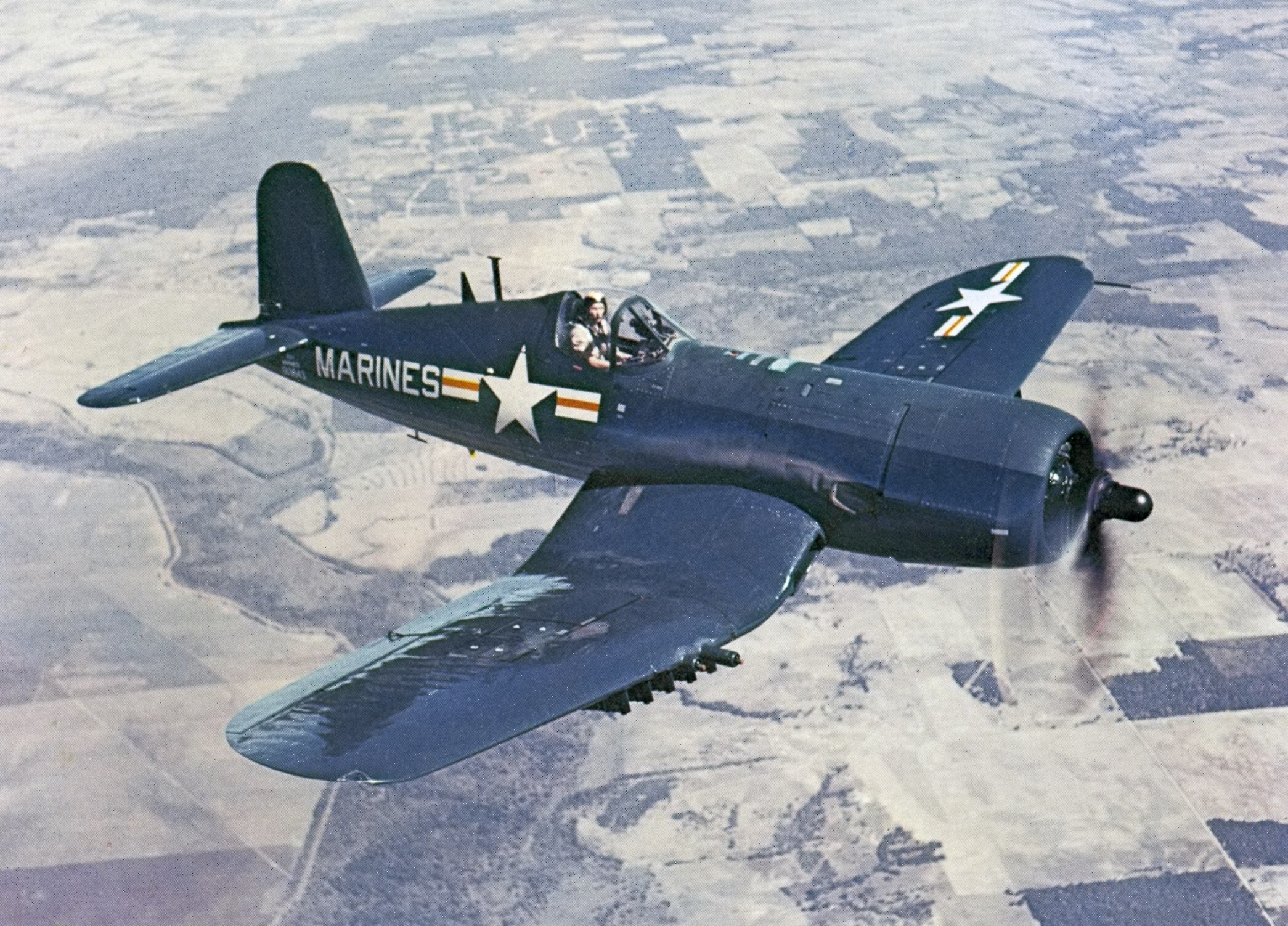
飛行中のAU-1 (1952年)

F4U-5を原型として改良され、R-2800-83Wエンジンを装備した低空攻撃機型の原型。

AU-1
R-2800-83WAエンジンを装備した攻撃機型。基本性能の低下と引き換えに爆弾搭載量が8,200lbs (3,719kg) まで増加している。朝鮮戦争期間中指摘されたオイルクーラーの弱点を除去し、ハードポイントと防弾プレートが増設された。戦争の後半に活躍し、戦後はフランス軍所属でディエンビエンフーの戦いに参加したりした。ジェット時代にも、新規の生産を獲得して111台生産された。
F4U-7
最終生産型。軍事援助計画によりフランス海軍へ供与。機体のフレームは、AU-1のものだったが、エンジンはF4U-4のR-2800-18Wであった。94機生産。1952年12月に最終機が完成。

コルセア Mk.I
F4U-1のイギリス海軍における呼称。
コルセア Mk.II
F4U-1Aのイギリス海軍における呼称。最後に供与された150機の形式は、F4U-1Dであった。
コルセア Mk.III
F3A-1Dのイギリス海軍における呼称。
コルセア Mk.IV
FG-1Dのイギリス海軍における呼称。
F2G
グッドイヤー社が開発した、エンジンをプラット・アンド・ホイットニー R-4360（3,000馬力）に変更した能力強化発展型。戦争の終結とジェット機の実用化により、FG-1改造の試作試験機(XF2G)4機、FG-1からの改造および完全新造の試作 / 先行量産型(XF2G-1)が2 / 3機、量産型の陸上機型(F2G-1)5機および艦上機型(F2G-2)5機が生産されたのみにとどまる。
生産された機体は戦後民間に払い下げられてエアレーサーとして活躍した。

## 諸元
| 機体名       | F4U-1 | F4U-1D |
| ------------ | --- | --- |
| 全長         | 33ft 4.13in (10.16m) | 33ft 4.13in (10.16m) |
| 全幅         | 40ft 11.73in (12.49m) → 17ft 0.375in (5.19m) ※主翼折り畳み時                                                                                                 | 40ft 11.73in (12.49m) → 17ft 0.375in (5.19m) ※主翼折り畳み時                                                                                    |
| 全高         | 14ft 8.5in (4.48m) → 16ft 4.13in (4.98m) ※主翼折り畳み時 | 14ft 8.5in (4.48m) → 16ft 4.13in (4.98m) ※主翼折り畳み時                                                                                        |
| 翼面積       | 314ft² (29.17m²) | 314ft² (29.17m²) |
| プロペラ     | ブレード3枚 直径13ft 1in (3.99m) | ブレード3枚 直径13ft 1in (3.99m) |
| エンジン     | Pratt & Whitney R-2800-8/8W (2,000Bhp 最大：2,130Bhp) ×1 | Pratt & Whitney R-2800-8W (2,000Bhp 最大：2,250Bhp) ×1                                                                                          |
| 空虚重量     | 8,982lbs (4,074kg) | 9,014lbs (4,089kg) |
| 戦闘重量     | 12,039lbs (5,461kg) | 12,086lbs (5,482kg) |
| 翼面荷重     | 187.21kg/m2 | 187.93kg/m2 |
| 燃料         | 237gal (897ℓ) | 237gal (897ℓ) |
| 最高速度     | 359mph/S.L. (578km/h 海面高度) 417mph/19,900ft (671km/h 高度6,066m)                                                                                          | 358mph/S.L. (576km/h 海面高度) 409mph/19,900ft (658km/h 高度6,066m)                                                                             |
| 上昇能力     | 2,890ft/m S.L. (14.68m/s 海面高度) 20,000ft (6,096m) まで7分42秒                                                                                             | 3,370ft/m S.L. (17.12m/s 海面高度) 20,000ft (6,096m) まで7分6秒                                                                                 |
| 実用上昇限度 | 37,000ft (11,278m) | 40,000ft (12,192m) |
| 航続距離     | 1,665st.mile (2,680km) ※1×175galタンク搭載時 2,140st.mile (3,444km) ※翼内124gal + 1×175galタンク搭載時 2,220st.mile (3,573km) ※FERRY 搭載燃料536gal (2,029ℓ) | 1,500st.mile (2,414km) ※1×150galタンク搭載時 1,895st.mile (3,050km) ※2×150galタンク搭載時 2,510st.mile (4,039km) ※FERRY 搭載燃料712gal (2,695ℓ) |
| 武装         | AN/M2 12.7mm機関銃×6 (弾数計2,350発) | AN/M2 12.7mm機関銃×6 (弾数計2,400発) |
| 爆装         | 爆弾2,000lbs (907kg) | 爆弾3,000lbs (1,361kg) + HVAR×8 / A.R.×8 |
|              | | |
| 機体名       | F4U-4 | F4U-5 |
| 全長         | 33ft 8in (10.26m) | 34ft 6.15in (10.52m) |
| 全幅         | 41ft (12.5m) → 17ft 0.5in (5.19m) ※主翼折り畳み時 | 40ft 11.726in (12.49m) → 17ft 0.5in (5.19m) ※主翼折り畳み時                                                                                     |
| 全高         | 14ft 9.13in (4.5m) → 16ft 4.13in (4.98m) ※主翼折り畳み時 | 14ft 9.85in (4.52m) → 16ft 3.64in (4.97m) ※主翼折り畳み時                                                                                       |
| 翼面積       | 314ft2 (29.17m2) | 314ft2 (29.17m2) |
| プロペラ     | ブレード4枚 直径13ft 2in (4.01m) | ブレード4枚 直径13ft 2in (4.01m) |
| エンジン     | Pratt & Whitney R-2800-18W (2,100Bhp 最大：2,800Bhp) ×1 | Pratt & Whitney R-2800-32W (2,300Bhp 最大：2,760Bhp) ×1                                                                                         |
| 空虚重量     | 9,167lbs (4,158kg) | 9,691lbs (4,396kg) |
| 戦闘重量     | 12,480lbs (5,661kg) | 12,901lbs (5,852kg) |
| 翼面荷重     | 194.07kg/m2 | 200.62kg/m2 |
| 燃料         | 234gal (886ℓ) | 234gal (886ℓ) |
| 最高速度     | 325kn/S.L. (602km/h 海面高度) 393kn/20,500ft (728km/h 高度6,248m)                                                                                            | 347kn/S.L. (643km/h 海面高度) 408kn/27,000ft (756km/h 高度8,230m)                                                                               |
| 上昇能力     | 4,770ft/m S.L. (24.23m/s 海面高度) 20,000ft (6,096m) まで4分54秒                                                                                             | 4,840ft/m S.L. (24.59m/s 海面高度) 20,000ft (6,096m) まで4分42秒                                                                                |
| 実用上昇限度 | 38,500～42,000ft (11,735～12,802m) | 43,500ft (13,259m) |
| 航続距離     | 1,005n.mile (1,861km) ※1×150galタンク搭載時 1,300n.mile (2,408km) ※2×150galタンク搭載時                                                                      | 1,228n.mile (2,274km) ※1×150galタンク搭載時 1,575n.mile (2,917km) ※2×150galタンク搭載時                                                         |
| 武装         | AN/M2 12.7mm機関銃×6 (弾数計2,400発) | AN-M3 (T-31) 20mm機関砲×4 (弾数計924発) |
| 爆装         | 爆弾2,000lbs (907kg) / Tiny Tim×2 + HVAR×8 / A.R.×8 | 爆弾5,200lbs (2,359kg) + HVAR×8 / A.R.×8 |
|              | | |
| 機体名       | F2G-2 | FG-3 |
| 全長         | 33ft 10in (10.31m) | 33ft 7.22in (10.24m) |
| 全幅         | 40ft 11.75in (12.49m) → 17ft 0.5in (5.19m) ※主翼折り畳み時                                                                                                   | 40ft 11.75in (12.49m) → 17ft 0.63in (5.2m) ※主翼折り畳み時                                                                                      |
| 全高         | 14ft 11.56in (4.56m) → 16ft 3.88in (4.98m) ※主翼折り畳み時                                                                                                   | 14ft 9.75in (4.51m) → 16ft 4.13in (4.98m) ※主翼折り畳み時                                                                                       |
| 翼面積       | 314ft2 (29.17m2) | 314ft2 (29.17m2) |
| プロペラ     | ブレード4枚 直径13ft 6in (4.11m) | ブレード4枚 直径13ft 2in (4.01m) |
| エンジン     | Pratt & Whitney R-4360-4 (3,000Bhp) ×1 | Pratt & Whitney R-2800-14W (2,100Bhp 最大：2,600Bhp) ×1                                                                                         |
| 空虚重量     | 10,249lbs (4,649kg) | 9,545lbs (4,330kg) |
| 戦闘重量     | 13,346lbs (6,054kg) | 12,800lbs (5,806kg) |
| 翼面荷重     | 207.54kg/m2 | 199.04kg/m2 |
| 燃料         | 309gal (1,170ℓ) | 237gal (897ℓ) |
| 最高速度     | 399mph/S.L. (642km/h 海面高度) 431mph/16,900ft (694km/h 高度5,151m)                                                                                          | 363mph/S.L. (584km/h 海面高度) 460mph/33,400ft (740km/h 高度10,180m)                                                                            |
| 上昇能力     | 4,400ft/m S.L. (22.35m/s 海面高度) 20,000ft (6,096m) まで5分42秒                                                                                             | 4,210ft/m S.L. (21.39m/s 海面高度) 20,000ft (6,096m) まで5分                                                                                    |
| 実用上昇限度 | 38,800ft (11,826m) | 45,700ft (13,929m) |
| 航続距離     | 1,610st.mile (2,591km) ※1×150galタンク搭載時 1,955st.mile (3,146km) ※2×150galタンク搭載時 2,040st.mile (3,283km) ※FERRY 搭載燃料609gal (2,305ℓ)              | 1,575st.mile (2,535km) ※1×150galタンク搭載時 1,960st.mile (3,154km) ※2×150galタンク搭載時 2,150st.mile (3,460km) ※FERRY 搭載燃料537gal (2,033ℓ) |
| 武装         | AN/M2 12.7mm機関銃×4 (弾数計1,200発) | AN/M2 12.7mm機関銃×6 (弾数計2,400発) |
| 爆装         | 爆弾3,200lbs (1,451kg) | 爆弾3,200lbs (1,451kg) + HVAR×8 / A.R.×8 |

## 現存する機体
製造された数が三社合計して12,582機と多く7ヶ国8軍において使用された為、今なお非常に多くの機体が現存しており、飛行可能な機体も多々ある。 下の表は国別に米、豪、ニュージーランド、英、仏、アルゼンチン、墺、加、韓、北朝鮮、ソロモン諸島、ブラジル、ホンジュラスという、数と五十音の順に分類してある。
・状態は機体の状態そのものを表しているため、飛行可能でも飛行が行われているとは限らない。
| 型名                 | 番号               | 機体写真 | 所有者                                                                                 | 公開状況                           | 状態     | 備考 |  |
| -------------------- | ------------------ | -------- | -------------------------------------------------------------------------------------- | ---------------------------------- | -------- | --- |  |
| アメリカ             |                    |          |                                                                                        |                                    |          | |  |
| F4U-1                | 02449              | 写真     | ヴァルチャーズ・ロウ・エイヴィエーション社 (Vultures Row Avition)                      | 非公開                             | 修復中   | |  |
| F4U-1                | 02465              | 写真     | 国立海軍航空博物館                                                                     | 非公開                             | 修復中   | ヴォート・シコースキーで製造され、海軍航空局の番号 BuNo.50375を与えられてイリノイ州のグレンヴュー海軍航空ステーション所属となった。1943年6月12日の訓練飛行中にミシガン湖へ墜落したが、操縦士は生還した。2010年にミシガン湖より引き揚げられ、左記施設で修復されている。引き上げ時 |  |
| F4U-1A               | 17799 3884         |          | プレーンズ・オブ・フェイム航空博物館                                                   | 公開                               | 飛行可能 | 現存する飛行可能なコルセアの中で最も初期生産の機体。1943年にヴォート・シコースキーで製造され、第84戦闘航空隊(VF-84)に配備された。1944年1月から第14戦闘爆撃航空隊(VBF-14)、1945年2月から第98戦闘爆撃航空隊(VBF-98)、1945年4月から6月の間は第33輸送任務補助隊(CASU-33)に所属。1945年8月31日に退役。 1970年に左記博物館が取得し1976年に再度飛行可能となった。エンジンはオリジナルの二段二速式過給機付きのR-2800-8から、A-26に使用されていた一段二速式過給機のR-2800-79に換装されている。連邦航空局登録ナンバー N83782。 |  |
| F4U-1D               | 50375 5622         |          | 国立航空宇宙博物館別館 スティーヴン・F・ウドヴァーヘイジーセンター                     | 公開                               | 静態展示 | ヴォート・シコースキーで製造され、1944年4月26日に海軍航空局の番号 BuNo.50375を与えられて海軍の第10戦闘航空隊(VF-10)に納入された。10月にアトランティックシティ海軍航空基地の第89戦闘航空隊(VF-89)に移され、11月に航空隊がオウシアナ・ノーフォーク両基地(NAS Oceana, NAS Norfolk)に移動した後もアトランティックシティ基地に残った。1945年2月、海軍より退役し、ヴァージニア州クァンティコの余剰航空機の保管施設に移された。1980年、国立航空宇宙博物館の職人によって取得・修理され、海兵隊のF4U-1D「Sun Setter」(1940年製造で、1944年7月に空母エセックス付のマーシャル諸島エンゲビに展開していたVMF-113に配備されていた機体)の塗装が施された。 |  |
| FG-1A                | 13459              |          | 国立海兵隊博物館                                                                       | 公開                               | 静態展示 | グッドイヤー・エアクラフト・カンパニーで製造され、1944年1月に海軍航空局の番号 BuNo.13459を与えられ海軍に納入され、1952年に退役し、1975年まで製造工場に置かれていた。その後、左記博物館に寄付されて修復された。現在は13486号機の塗装で展示されている。 |  |
| FG-1D                | 67070 3997         |          | ルイス・エア・レジェンズ                                                               | 公開                               | 飛行可能 | 1945年9月にグッドイヤー・エアクラフト・カンパニーで製造され、同月海軍航空局の番号 BuNo.67070を与えられて海軍に納入され、1957年2月29日に退役。直ぐにエルサルバドル空軍へと駆り出され、不時着での損傷を負いつつ1975年まで運用された。退役の後アメリカへ戻され、ヴィンテージウィングスが取得。2005年に飛行可能へ修復され、翌年売りに出されて左記団体が取得。連邦航空局登録ナンバー N29VF。 |  |
| FG-1D                | 67087 4014         |          | アンティーク・エアロ (Antique Aero)                                                    | 非公開                             | 飛行可能 | グッドイヤー・エアクラフト・カンパニーで製造され、海軍航空局の番号 BuNo.67087を与えられて海軍に納入された。退役後、軍事援助売却(MAS)の一環でエルサルバドル空軍に部品スペアとして買い取られたが、未使用のまま1988年にCCエア社(CC Air Corp.)によって買い取られ飛行可能状態まで修復された。現在CCエア社運営の左記団体が所有。連邦航空局登録ナンバー N11Y。 |  |
| FG-1D                | 67089 4016         |          | エレンヴィル社 (Ellenville LLC)                                                        | 非公開                             | 飛行可能 | グッドイヤー・エアクラフト・カンパニーで製造され、海軍航空局の番号 BuNo.67089を与えられて海軍に納入された。1953年に退役し5年の保管の後N4716Cを、1977年にはN4715Cを取得し、タイアド・アイアン・レーシングチームのレースに#82「ウォート・ホッグ(Wart Hog)」として出場。その後N93GM、N83JCを経て現在は左記施設が所有している。 |  |
| FG-1D                | 76628 2490         |          | ヴァルチャーズ・ロウ・エイヴィエーション社                                             | 非公開                             | 修復中   | |  |
| FG-1D                | 76671 2533         |          | MAPS航空博物館                                                                         | 公開                               | 修復中   | |  |
| FG-1D                | 88026 2840         |          | ケン・マクブライド氏 (Ken McBride)                                                     | 非公開                             | 修復中   | |  |
| FG-1D                | 88086 2900         |          | 世界最高航空機コレクション社 (Worlds Greatest Aircraft Collection Inc.)                | 非公開                             | 修復中   | |  |
| FG-1D                | 88090 2904         |          | ベリー・アヴェント氏 (Barry Avent)                                                     | 非公開                             | 飛行可能 | グッドイヤー・エアクラフト・カンパニーで製造され、海軍航空局の番号 BuNo.88090を与えられて海軍に納入され、その後ニュージーランド空軍へNZ5612として送られた後1949年に退役し民間が取得。修復後に輸送技術博物館が所有していたが、1974年からロス・ジャラット氏(Ross Jarratt)がF4U-1A/NZ5503を使い飛行可能へと修復した。 |  |
| FG-1D                | 88303 3117         |          | フライング・ヘリテージ・コレクション                                                   | 公開                               | 飛行可能 | |  |
| FG-1D                | 88368 3181         |          | ペイトリオッツ・ポイント海軍海事博物館                                                 | 公開                               | 静態展示 | 1945年4月28日にグッドイヤー・エアクラフト・カンパニーで製造され、海軍航空局の番号 BuNo.88368を与えられて海軍に納入された。6月にフィリピンに展開していたVMF-211に配備され、1946年夏に本土に戻る。海軍航空ステーションを転々とし、1947年にシアトルのステーションに移動された。同年6月にワシントン州のワシントン湖に不時着水し、機体は水没。1984年6月に引き揚げられ、以来左記施設の所有である。 |  |
| FG-1D                | 88382 3196         |          | ミュージアム・オブ・フライト                                                           | 公開                               | 静態展示 | 1945年4月にグッドイヤー・エアクラフト・カンパニーで製造され、海軍航空局の番号 BuNo.88382を与えられて海軍に納入され空母イントレピッドに配備された。戦後は予備役に移され、1950年にワシントン州シアトル市のピュージェット湾海軍基地に配備された。同年7月、ラルフ・ミルソン中佐(Ralph Milleson)の操縦での飛行中に他のコルセアと接触しワシントン湖に不時着水し、1983年に回収された。本機のレストアにあたり、1989年4月13日に殉職した故ジェローム・リース・スチュカート大尉(Jerome Reese Schucart)とすべての軍人の搭乗員に記念碑的に捧げられることとなった。なお本機は、所有者である国立海軍航空博物館から貸与されている。                        |  |
| FG-1D                | 92013 3274         |          | 国立アメリカ海軍博物館                                                                 | 公開                               | 静態展示 | グッドイヤー・エアクラフト・カンパニーで製造され、海軍航空局の番号 BuNo.92013を与えられて海軍に納入された。払い下げにより1965年ロバート・ガードナー氏(Robert Gardner)が取得し、N1978Mの番号を得る。その後、海兵隊博物館や海軍航空博物館を経て1988年より左記施設において、第17戦闘飛行隊(VF-17)指揮官のJ・T・ブラックバーン乗機のF4U-1A 17649「Big Hog」の塗装で展示されている。 |  |
| FG-1D                | 92050 3311         |          | 戦闘機遺産基金博物館 (Warbird Heritage Foundation Museum & Hangar)                     | 公開                               | 静態展示 | |  |
| FG-1D                | 92085 3346         |          | セルフリッジ軍事航空博物館 (Selfridge Military Air Museum)                             | 公開                               | 修復中   | |  |
| FG-1D                | 92095 3356         |          | エヴァーグリーン航空宇宙博物館                                                         | 公開                               | 飛行可能 | グッドイヤー・エアクラフト・カンパニーで製造され、海軍航空局の番号 BuNo.92095を与えられて海軍に納入され、1957年に退役。エルサルバドル空軍に送られたが、1974年にアメリカ人らが取得しアメリカへ輸送。N62344、N67HPと登録され、個人所有ののち1990年に左記施設が取得。オリジナル塗装で機体名は「ルースレス2(Ruthless II)」。 |  |
| FG-1D                | 92132 3393         | 写真     | 3州戦闘機博物館                                                                        | 公開                               | 静態展示 | |  |
| FG-1D                | 92246 3507         |          | 国立海軍航空博物館                                                                     | 公開                               | 静態展示 | |  |
| FG-1D                | 92304 3575         |          | DBエアロ社 (DB Aero Inc)                                                               | 非公開                             | 修復中   | |  |
| FG-1D                | 92399 3660         |          | キャヴァナー飛行博物館                                                                 | 公開                               | 飛行可能 | |  |
| FG-1D                | 92436 3697         |          | オリンピック飛行博物館                                                                 | 公開                               | 静態展示 | |  |
| FG-1D                | 92460 3721         | 写真     | コネティカット航空宇宙センター                                                         | 公開                               | 修復中   | |  |
| FG-1D                | 92463 3724         |          | ブライアン・オ・ファレル航空社 (Brian O'Farrell Aviation Inc)                          | 非公開                             | 修復中   | |  |
| FG-1D                | 92468 3729         |          | 記念空軍(CAF)                                                                          | 公開                               | 飛行可能 | |  |
| FG-1D                | 92471 3732         | 写真     | グラバー・ウィリアム・スコット氏 (Glover William Scott)                                | 非公開                             | 飛行可能 | |  |
| FG-1D                | 92489 FAS 209 3750 |          | テキサス・フライング・レジェンズ博物館 (Texas Flying Legends Museum)                   | 公開                               | 飛行可能 | |  |
| FG-1D                | 92490 3751         |          | ブライアン・オ・ファレル航空社                                                         | 非公開                             | 修復中   | |  |
| FG-1D                | 92508 3769         |          | 軍事航空博物館                                                                         | 公開                               | 飛行可能 | |  |
| FG-1D                | 92509 3770         |          | エア・ズー航空宇宙科学博物館                                                           | 公開                               | 静態展示 | |  |
| FG-1D                | 92618 3879         |          | ブライアン・オ・ファレル航空社                                                         | 非公開                             | 修復中   | |  |
| FG-1D                | 92629 3890         |          | パームスプリングス航空博物館                                                           | 公開                               | 飛行可能 | |  |
| FG-1D                | 92642 3903         |          | ドイル・ドゥアン・トラスティー氏                                                       | 非公開                             | 修復中   | |  |
| FG-1D                | 92643 3904         |          | ブライアン・オ・ファレル航空社                                                         | 非公開                             | 修復中   | |  |
| F3A-1                | 04634              |          | 国立第二次世界大戦航空博物館 (National Museum of World War II Aviation)                | 公開                               | 飛行可能 | 現存する唯一のF3Aで、なおかつ飛行可能な機体。ブルースター・エアロノーティカルで製造され、海軍航空局の番号 BuNo.04634を与えられて海軍に納入された。1944年12月にノースカロライナ州チェリーポイント(Cherry Point)付近の湿地帯へ不時着した。機体はほぼ無傷で着地したが、操縦士は脱出を図り死亡した。1992年、レックス・W・クラレー氏(Lex W. Cralley)が機体を回収し修復。2010年にイーゼル社により飛行状態へ回復。2018年7月4日、74年ぶりに飛行した。 |  |
| XF4U-4               | 80759              |          | ニューイングランド航空博物館                                                           | 公開                               | 静態展示 | |  |
| F4U-4                | 81164 7889         |          | ウェストパック・リストレイションズ (Westpac Restorations)                              | 非公開                             | 修復中   | |  |
| F4U-4                | 81698 8423         |          | ウォー・イーグルス航空博物館                                                           | 公開                               | 静態展示 | |  |
| F4U-4                | 81857 8582         |          | ロバート&ドンナ・オデガード・ファミリー社 (Robert and Donna Odegaard Family Ltd)       | 非公開                             | 修復中   | |  |
| F4U-4                | 96885 9039         |          | 空母ミッドウェイ博物館                                                                 | 公開                               | 静態展示 | |  |
| F4U-4                | 97142 9296         |          | ピマ航空宇宙博物館                                                                     | 公開                               | 静態展示 | |  |
| F4U-4                | 97143 9297         |          | トーブル・ジェイムズ・R氏 (Tobul James R)                                              | 公開                               | 静態展示 | |  |
| F4U-4                | 97259 9413         |          | EAA航空博物館                                                                          | 公開                               | 静態展示 | |  |
| F4U-4                | 97264 9418         |          | コマンシェ・ウォーバーズ社 (Comanche Warbirds Inc)                                     | 非公開                             | 飛行可能 | F4U-4B 62940と塗装されている。かつての塗装 |  |
| F4U-4                | 97280 9434         |          | コーセア・エンタープライジーズ社 (Corsair Enterprises Inc)                             | 非公開                             | 修復中   | |  |
| F4U-4                | 97286 9440         |          | ファンタジー・オブ・フライト                                                           | 公開                               | 飛行可能 | |  |
| F4U-4                | 97302 9456         |          | コーセア・エンタープライジーズ社                                                       | 非公開                             | 修復中   | |  |
| F4U-4                | 97349 9503         |          | 国立海軍航空博物館                                                                     | 公開                               | 静態展示 | |  |
| F4U-4B               | 97359 9513         | 写真     | トレント・レットソー氏 (Torrent Latshaw)                                               | 非公開                             | 飛行可能 | F4U-4 82050と塗装されている。旧塗装: |  |
| F4U-4                | 97369 9523         |          | 国立海兵隊博物館                                                                       | 公開                               | 静態展示 | |  |
| F4U-4                | 97382 9536         |          | ヴァルチャーズ・ロウ・エイヴィエーション社                                             | 非公開                             | 修復待ち | |  |
| F4U-4                | 97388 FAH-610 9542 |          | ファーゴ航空博物館/ウィングス・オブ・ザ・ノース (Fargo Air Museum, Wings of the North) | 公開                               | 飛行可能 | |  |
| F4U-4B               | 97390 9544         |          | ヤンクス航空博物館                                                                     | 公開                               | 修復中   | |  |
| F4U-4                | 不明               |          | 国立第二次世界大戦博物館                                                               | 公開                               | 静態展示 | G・ボイントン乗機で「883」の塗装がされていたF4U-1A 17833が所属していたVMF-214所属とされているが、「883」ではなく「833」の塗装がされていたのはF4U-1A 17833で、実際にはVMF-223所属のM・E・カール乗機である。詳細な機体番号などは不明とされる。 |  |
| F4U-5NL              | 121881             |          | ローンスター飛行博物館                                                                 | 公開                               | 飛行可能 | |  |
| F4U-5P F4U-5N        | 122179             |          | ジャン・ピエール・パリ(Jean-Pierre Parizon)                                            | 非公開                             | 修復中   | 1986年に123168、1988年には124692へと部品を一部提供した。 |  |
| F4U-5NL              | 122184             | 写真     | ストーンヘンジ航空博物館 (Stonehenge Air Museum)                                       | 公開                               | 静態展示 | |  |
| F4U-5N               | 122189             |          | 飛行海兵航空博物館                                                                     | 公開                               | 静態展示 | F4U-5Pのマーキングがされている。 |  |
| F4U-5P F4U-5N        | 123168             |          | ファイターズ・レジェンズ株式会社 (Fighters & Legends LCC)                              | 非公開                             | 飛行可能 | 122の部品を使用して修復された。 |  |
| F4U-5NL              | 124447             | 写真     | ミッドアメリカン航空博物館 (Mid-American Air Museum)                                   | 公開                               | 静態展示 | |  |
| F4U-5N               | 124486             | 写真     | 空中戦博物館                                                                           | 公開                               | 飛行可能 | |  |
| F4U-5NL              | 124560             | 写真     | ゼウス・フライト2社 (Zeus Flight II LLC)                                               | 非公開                             | 飛行可能 | |  |
| F4U-5NL              | 124692             |          | コリングス財団                                                                         | 公開                               | 飛行可能 | |  |
| F4U-7                | 133704             |          | サンディエゴ航空宇宙博物館                                                             | 公開                               | 静態展示 | |  |
| AU-1 F4U-7           | 133714             |          | BA 1945 LCC                                                                            | 非公開                             | 飛行可能 | 129378号機の塗装となっている。 |  |
| AU-1 F4U-7           | 133722             |          | ティラムック航空博物館 (エリクソン航空機コレクション)                                  | 公開                               | 飛行可能 | |  |
| レプリカ             | 不明               |          | ウィングス・オブ・アナー博物館 (Wings of Honor Museum)                                 | 公開                               | 静態展示 | 2分の1スケールのF4U-1として展示されている。 |  |
| レプリカ             | (92132)            |          | プラウド・バード・レストラン (Proud Bird Restaurant)                                   | 公開                               | 静態展示 | FG-1D 92132号機の塗装で展示されている。 |  |
| レプリカ             | N86RD              |          | オレゴン航空宇宙博物館                                                                 | 公開                               | 静態展示 | |  |
| オーストラリア       |                    |          |                                                                                        |                                    |          | |  |
| F4U-1                | 02270              | 写真     | クラシックジェッツ戦闘機博物館 (Classic Jets Fighter Museum)                           | 非公開                             | 修復中   | |  |
| F4U-1D               | 82640 4487         | 写真     | ウォーバード・アドヴェンチャーズ (Warbird Adventures)                                  | 非公開                             | 修復中   | |  |
| F4U-5NL              | 124493 FAH-608     |          | グレイアム・ホスキング氏 (Graham Hosking)                                              | 非公開                             | 飛行可能 | |  |
| ニュージーランド     |                    |          |                                                                                        |                                    |          | |  |
| F4U-1                | 10508 5203         |          | ロス・ジョウィット氏 (Ross Jowitt)                                                     | 非公開                             | 修復中   | |  |
| F4U-1A               | 50000 5247         |          | ロス・ジョウィット氏                                                                   | 非公開                             | 修復中   | |  |
| FG-1D                | 88391 3205         |          | オールドスティック&ラダー・カンパニー (Old Stick and Rudder Company)                   | 非公開                             | 飛行可能 | 92844号機の塗装がされている。 |  |
| イギリス             |                    |          |                                                                                        |                                    |          | |  |
| FG-1A コルセア Mk.IV | 14862 KD431 1871   |          | イギリス海軍航空博物館                                                                 | 公開                               | 静態展示 | |  |
| FG-1D                | 88297 3111         |          | ザ・ファイター・コレクション                                                           | 公開                               | 飛行可能 | KD345号機の塗装で飛行している。 |  |
| フランス             |                    |          |                                                                                        |                                    |          | |  |
| F4U-5NL              | 124541             |          | Les Ailes de l'Aero                                                                    | 公開                               | 飛行可能 | F4U-5NL 123176の塗装がされている。一部情報ではF4U-7とされているが、番号がF4U-5NLのものである。 |  |
| F4U-5NL              | 124724             |          | サリス飛行博物館 (Salis Flying Museum)                                                 | 公開                               | 飛行可能 | 1951年にヴォート・シコースキーで製造され、同年9月26日に海軍航空局の番号 BuNo.124724を与えられて海軍に納入。1952年4月にVC-3に割り当てられ、12月から6ヶ月間空母ヴァリー・フォージ所属で韓国にてDet.B、翌年8月から3ヶ月は空母ボクサー所属でDet.Hの機体として運用された。その後保管されたが、1956年3月から78年まではホンジュラスで運用され、80年にハリウッド・ウィング社が買い取り修復し、86年から左記施設が所有。 |  |
| アルゼンチン         |                    |          |                                                                                        |                                    |          | |  |
| F4U-5                | 121928             |          | アルゼンチン海軍航空博物館 (Museo de Aviacion Naval)                                   | 公開                               | 静態展示 | |  |
| オーストリア         |                    |          |                                                                                        |                                    |          | |  |
| F4U-4                | 96995              |          | フライング・ブルズ (Flying Bulls、レッドブル社が運営)                                  | 公開                               | 飛行可能 | [ 200 ] |  |
| カナダ               |                    |          |                                                                                        |                                    |          | |  |
| FG-1D                | 92106 3367         |          | ヴィンテージ・ウィングス・オブ・カナダ (Vintage Wings of Canada)                       | 公開                               | 修復中？ | イギリス海軍へも派遣された、カナダ海軍の操縦士であったロバート・ハンプトン・グレイ(Robert Hampton Gray、女川湾の戦いで死亡)の塗装で飛行している。2019年7月3日にオタワのイベントで着陸失敗して滑走路を逸脱し破損した。 |  |
| 韓国                 |                    |          |                                                                                        |                                    |          | |  |
| F4U-4                | 81415 8040         | 写真     | 韓国航空博物館                                                                         | 公開                               | 静態展示 | ヴォート・シコースキーで製造され、海軍航空局の番号 BuNo.81415を与えられて海軍に納入。1959年にホンジュラス空軍へ売られる前にロバート・ビーン氏(Robert Bean)が買い取り、73年まで解体状態であったが、74年に左記施設が買い、修復の上展示している。 |  |
| 北朝鮮               |                    |          |                                                                                        |                                    |          | |  |
| F4U-4                | 96918 9072         | 写真     | 祖国解放戦争勝利記念館                                                                 | 公開                               | 静態展示 | |  |
| ソロモン諸島         |                    |          |                                                                                        |                                    |          | |  |
| F4U-1                |                    |          | ソロモン諸島 ガダルカナル州                                                            | ヴィル戦争博物館 (Vilu War Museum) | 公開     | 静態展示 |  |
| ブラジル             |                    |          |                                                                                        |                                    |          | |  |
| F4U-1A               | 17995 4078         |          | TAM博物館(TAM Museum)                                                                  | 公開                               | 静態展示 | 完全な状態で現存するF4U-1A初期型機、いわゆるバードケージコルセア。 |  |
| ホンジュラス         |                    |          |                                                                                        |                                    |          | |  |
| F4U-5N               | 124715 FAH-609     |          | ホンジュラス航空博物館 (Museo del Aire)                                                | 公開                               | 静態展示 | 1969年7月17日、エンリケス大佐の操縦で、サッカー戦争における「史上最後のレシプロ機同士の空戦」でエルサルバドル空軍のFG-1DとF-51Dを撃墜した機体。戦後退役した際に左記博物館へ寄贈された。かつての写真 |  |

## 登場作品

### 映画
『第七機動部隊』
『硫黄島からの手紙』
『父親たちの星条旗』
『地獄の戦場』
アメリカ海兵隊所属機が登場。日本軍が占領している孤島に上陸する海兵隊員たちの上陸支援を行うほか、クライマックスにて、日本軍のロケット砲陣地を爆撃する。
撮影には、アメリカ海兵隊の全面協力で実物が使用されている。

### 小説
『宇宙戦争1945』
地球統合軍に参加する米海軍の機体として登場。同じく地球統合軍に参加する日本海軍の偵察機彩雲を護衛し、火星人の重要拠点があると目されるボルネオ島への彩雲による偵察を支援するが、途中で火星人の飛行兵器「FS」と遭遇して交戦する。「FS」の強靭な装甲への対策として、武装は30mm機銃2丁となっている。
『真珠湾ようそろ』
川又千秋の架空戦記。ラバウルにて現地日本軍将兵らにより空母へと改造中だった架空の睦月型駆逐艦13番艦「峰月」を発見し、これをロケット弾で攻撃しようとするが、直前にラバウルを離陸していた2機の零戦によって撃墜されたため、ロケット弾は発射されずに済む。
『連合艦隊西進す』
ドイツ軍戦闘機の高性能化に対抗するため日本陸軍はP-47/P-51の導入を希望していたが、アメリカ空軍省が空軍機の輸出を認めなかったためF4Uを「三式戦闘機 熊鷹」として導入した。それまでの陸軍戦闘機を凌駕する性能で爆弾搭載量も大きく、軽爆撃機としての役割も期待されている。

### 漫画
『紫電改343』
須本壮一の史実を基にした作品。1945（昭和20）年3月19日に愛媛県～広島県の瀬戸内海上空で発生した所謂「松山上空戦」において、同日午前7時45分、呉北方空域にて菅野直大尉率いる第三四三海軍航空隊・戦闘三〇一飛行隊「新選組」が会敵、交戦したトーマス・E・モブリー少佐率いる米海兵隊・海兵第123戦闘飛行隊（VMF-123）の機体として登場。

### ゲーム
『Air Wars2』
レベル10で取得できる汎用型戦闘機畑として登場。
『War Thunder』
アメリカの空軍ツリーで使用可能。また他の空軍ツリーでも供与機体や鹵獲機体などとして登場する。
『艦隊これくしょん -艦これ-』
航空母艦たる艦娘が（艦娘の国籍を問わず）装備できる艦載機装備として、「F4U-2」「F4U-1D」「F4U-4」「F4U-7」「AU-1」「Corsair Mk.II」「Corsair Mk.II(Ace)」が登場する。それぞれ、F4U-2が夜間戦闘機、「F4U-1D」「F4U-4」「F4U-7」「AU-1」が戦闘爆撃機、「Corsair Mk.II」「Corsair Mk.II(Ace)」が戦闘機のカテゴリーに分類されている。
『アズールレーン』
ユニオンの戦闘機として「F4Uコルセア」が、エース機「F4U(VF-17中隊)」が登場する。
『バトルフィールドシリーズ』
『BF1942』
米海兵隊の戦闘機として登場する。
『BF1943』
米海兵隊の戦闘機として登場する。
『BFBC2』
シングルプレイに登場。主人公らの潜入に合わせて島を空爆する。
『BFV』
米軍の戦闘機として登場する。
『鋼鉄の咆哮 ウォーシップコマンダー』
アメリカ型の航空機として登場。戦闘機としてのF4Uと、（史実的には正しくないが）誘導爆弾を搭載した爆撃機としてのAU-1が登場する。